# Handball-Europameisterschaft der Männer 2022
Die Handball-Europameisterschaft der Männer wurde vom 13. bis zum 30. Januar 2022 in Ungarn und der Slowakei ausgetragen. Es war die 15. Austragung der Europameisterschaft. Das Turnier gewann die Mannschaft aus Schweden vor dem Titelverteidiger aus Spanien.

## Ausrichter
Der Kongress der Europäischen Handballföderation (EHF) vergab die Veranstaltung während seiner Sitzung am 20. Juni 2018 in Glasgow. Die gemeinsame Bewerbung für die Europameisterschaft durch Ungarn und die Slowakei setzte sich gegen die Bewerbung von Frankreich, Belgien und Spanien durch.
Sowohl Ungarn als auch die Slowakei waren erstmals Austragungsort der Männer-Handball-Europameisterschaft.

## Teilnehmende Nationen
Die Nationalmannschaften aus folgenden 24 Ländern waren für die Endrunde qualifiziert:
- Ungarn und die Slowakei als Veranstalter der Europameisterschaft 2022,
- Spanien und Kroatien durch die Europameisterschaft 2020 sowie
- Frankreich, Deutschland, Serbien, Schweden, Russland, Nordmazedonien, Dänemark, Norwegen, Island, Portugal, Belarus, Slowenien, Niederlande, Österreich, Tschechien, Montenegro, Bosnien und Herzegowina, Polen, Ukraine und Litauen über Qualifikationsspiele.

## Austragungsorte
| Budapest |

| Szeged |

| Debrecen |

| Bratislava |

| Košice |

| Budapest |

| Szeged |

| Debrecen |

| Bratislava |

| Košice |

Als Austragungsorte der Vorrunden wurden während der Bewerbung Veszprém, Szeged und Debrecen als Vorrundenorte für den ungarischen Teil sowie für den slowakischen Teil eine Gruppe in Košice und zwei in Bratislava vorgesehen. Die Pick Aréna in Szeged fasst 8.143 Besucher, die Steel Aréna in Košice bietet 8.347 Plätze und die Főnix Aréna in Debrecen ca. 8.000 Zuschauer.
In Budapest und Bratislava fanden die Spiele der Hauptrunden statt; zum einen in der Budapesti Multifunkcionális Sportcsarnok mit 20.022 Plätzen, zum anderen in der Ondrej Nepela Arena mit einer Kapazität von 12.500 Zuschauern.

## Maskottchen
Maskottchen der Europameisterschaft war der einem Rentier nachempfundene Tricky.

## Spielball
Der offizielle Spielball der Europameisterschaft, genannt Ultimate iBall, wurde von der dänischen Firma Select Sport hergestellt.

## Gesundheitsvorsorgemaßnahmen wegen COVID-19
Da die Europameisterschaft in der COVID-19-Pandemie abgehalten wird, wurden für alle Teilnehmenden Maßnahmen zur Gesundheitsvorsorge festgelegt.
Die Europäische Handballföderation (EHF) legte in einem Hygiene-Konzept zahlreiche Maßnahmen zum Schutz aller Teilnehmenden fest. Dabei richtete sie sich nach dem schon bei der Weltmeisterschaft der Frauen 2021 festgelegten Konzepft der Internationalen Handballföderation (IHF). So müssen alle Spieler gegen COVID-19 geimpft oder vollständig von einer Infektion genesen sein und sich alle zwei Tage einem PCR-Test unterziehen. Infiziert sich ein Spieler beim Turnier mit Corona, muss er sich für fünf Tage in Isolation begeben. Die EHF legte auch das Tragen einer FFP-2-Maske fest. Nach der Vorrunde verpflichtete die EHF die Spieler zu täglichen PCR-Tests.
Für die Spiele in Ungarn gibt es keine Beschränkungen der Zuschauerzahl. Alle Zuschauer müssen gegen Corona geimpft, genesen oder negativ PCR-getestet sein und zudem in der Halle Mund-Nasen-Bedeckung tragen. Für die Spiele in der Slowakei veröffentlichte die slowakische Regierung zum 9. Januar 2022 aktuelle Regeln; bei einer Verschärfung der COVID-19-Lage in der Slowakei sollten nur vollständig geimpfte Zuschauer teilnehmen können. Die slowakischen Ministerien legten am 8. Januar eine Beschränkung der Zuschauerzahl auf 25 Prozent der Hallenkapazität fest; alle Zuschauer müssen FFP-2-Masken tragen.
Antoni Gerona, Trainer des serbischen Teams, kritisierte die Organisation vor Ort kurz vor dem Start der Europameisterschaft als „chaotisch“. Tatsächlich wurden während des Turniers zahlreiche Spieler positiv auf SARS-CoV-2 getestet, die Maskenpflicht wurde in den Hallen nicht immer eingehalten.

## Medaillen
Die runden Medaillen haben einen Durchmesser von neun Zentimetern und wiegen jeweils 400 Gramm. Sie bestehen aus einer Legierung aus Kupfer und Zinn. Geprägt wurden die Medaillen in der Münzstätte Kremnica.
Neben den Teams auf den Plätzen 1 bis 3, die Medaillen in Gold, Silber und Bronze erhielten, bekam auch das Team auf Platz 4 eine Erinnerungsmedaille.

## Gruppenauslosung
Die Auslosung der Vorrundengruppen fand am 6. Mai 2021 in Wien statt. Die vierundzwanzig qualifizierten Mannschaften wurden vor der Auslosung entsprechend ihrem Abschneiden in der Qualifikation auf vier Töpfe verteilt. Zudem ordnete der Gastgeberverband den sechs Gruppen und ihren Gastgeberstätten je eine Mannschaft zu.
| Gruppentopf 1 | Spanien     | Kroatien   | Norwegen | Slowenien  | Deutschland             | Portugal       |
| Gruppentopf 2 | Schweden    | Ungarn     | Russland | Dänemark   | Serbien                 | Österreich     |
| Gruppentopf 3 | Slowakei    | Belarus    | Island   | Tschechien | Frankreich              | Nordmazedonien |
| Gruppentopf 4 | Niederlande | Montenegro | Ukraine  | Polen      | Bosnien und Herzegowina | Litauen        |

Sechs Mannschaften waren für je eine Gruppe gesetzt. Die Auslosung ergab nach der Zuordnung der restlichen Mannschaften folgende Vorrundengruppen:
| Gruppe A (in Debrecen) | Gruppe B (in Budapest) | Gruppe C (in Szeged) | Gruppe D (in Bratislava) | Gruppe E (in Bratislava) | Gruppe F (in Košice) |
| ---------------------- | ---------------------- | -------------------- | ------------------------ | ------------------------ | -------------------- |
| Slowenien (gesetzt)    | Portugal               | Kroatien (gesetzt)   | Deutschland (gesetzt)    | Spanien                  | Norwegen             |
| Dänemark               | Ungarn (gesetzt)       | Serbien              | Österreich               | Schweden                 | Russland             |
| Nordmazedonien         | Island                 | Frankreich           | Belarus                  | Tschechien (gesetzt)     | Slowakei (gesetzt)   |
| Montenegro             | Niederlande            | Ukraine              | Polen                    | Bosnien und Herzegowina  | Litauen              |

## Ablauf und Entscheidung über die Platzierung bei der Gruppenphase
Die Vor- und Hauptrunde wurden als Gruppenspiele ausgetragen. Dabei spielte jede Mannschaft einmal gegen jede andere Mannschaft derselben Gruppe (Round-Robin-System). Für jeden Sieg bekam die jeweilige Mannschaft zwei Punkte, für jedes Unentschieden erhielt sie einen Punkt. Während der Vor- und Hauptrunde entschied die Punkteanzahl über die Platzierung. Sollten zwei oder mehr Mannschaften die gleiche Punkteanzahl haben, wurde über die Platzierung wie folgt entschieden, bis eine Entscheidung über die Platzierung feststand:
- bessere Tordifferenz aus allen Gruppenspielen
- höhere Anzahl der erzielten Tore in allen Gruppenspielen
- alphabetische Reihenfolge

Nach Abschluss der Vor- und Hauptrunde entschied die bessere Punktzahl über die Platzierung. Sollten zwei oder mehr Mannschaften die gleiche Punkteanzahl haben, wurde folgendermaßen entschieden, bis eine Entscheidung über die Platzierung feststand:
- bessere Punktzahl aus allen Gruppenspielen zwischen den betreffenden Mannschaften (direkter Vergleich)
- bessere Tordifferenz aus allen Gruppenspielen zwischen den betreffenden Mannschaften (direkter Vergleich)
- höhere Anzahl an Toren, die in allen Gruppenspielen zwischen den betreffenden Mannschaften erzielt wurden (direkter Vergleich)
- bessere Tordifferenz aus allen Gruppenspielen (wurde durch Subtraktion errechnet)
- höhere Anzahl an Toren, die in allen Gruppenspielen erzielt wurde und
- das Los

## Vorrunde
Die Vorrunde bestand aus sechs Gruppen mit jeweils vier Mannschaften. Die jeweils besten zwei Mannschaften der sechs Vorrundengruppen qualifizierten sich für die Hauptrunde.
Legende

Die Uhrzeiten sind in MEZ angegeben.

### Gruppe A
| Pl. | Land           | Sp. | S | U | N | Tore    | Diff. | Punkte |
| --- | -------------- | --- | - | - | - | ------- | ----- | ------ |
| 1.  | Dänemark       | 3   | 3 | 0 | 0 | 095:650 | +30   | 6      |
| 2.  | Montenegro     | 3   | 2 | 0 | 1 | 082:860 | −4    | 4      |
| 3.  | Slowenien      | 3   | 1 | 0 | 2 | 082:920 | −10   | 2      |
| 4.  | Nordmazedonien | 3   | 0 | 0 | 3 | 070:860 | −16   | 0      |

| 13. Januar 2022 18:00 Uhr | Slowenien              | 27:25                          | Nordmazedonien            | Főnix Aréna, Debrecen Zuschauer: 2.034 Schiedsrichter: Brkić / Jusufhodžić |
| 13. Januar 2022 18:00 Uhr | meiste Tore: Dolenec 5 | (13:10)                        | meiste Tore: Kuzmanoski 8 | Főnix Aréna, Debrecen Zuschauer: 2.034 Schiedsrichter: Brkić / Jusufhodžić |
| 13. Januar 2022 18:00 Uhr | Strafen: 1× 6× 1×      | Spielbericht \| Spielstatistik | Strafen: 1× 2×            | Főnix Aréna, Debrecen Zuschauer: 2.034 Schiedsrichter: Brkić / Jusufhodžić |

| 13. Januar 2022 20:30 Uhr | Dänemark                  | 30:21                          | Montenegro                | Főnix Aréna, Debrecen Zuschauer: 2.142 Schiedsrichter: Stark / Ștefan |
| 13. Januar 2022 20:30 Uhr | meiste Tore: M. Hansen 10 | (18:10)                        | meiste Tore: B. Vujović 7 | Főnix Aréna, Debrecen Zuschauer: 2.142 Schiedsrichter: Stark / Ștefan |
| 13. Januar 2022 20:30 Uhr | Strafen: 4×               | Spielbericht \| Spielstatistik | Strafen: 2× 5×            | Főnix Aréna, Debrecen Zuschauer: 2.142 Schiedsrichter: Stark / Ștefan |

| 15. Januar 2022 18:00 Uhr | Nordmazedonien           | 24:28                          | Montenegro                         | Főnix Aréna, Debrecen Zuschauer: 2.625 Schiedsrichter: Gatelis / Mažeika |
| 15. Januar 2022 18:00 Uhr | meiste Tore: Velkovski 6 | (16:17)                        | meiste Tore: M. Vujović, Anđelić 6 | Főnix Aréna, Debrecen Zuschauer: 2.625 Schiedsrichter: Gatelis / Mažeika |
| 15. Januar 2022 18:00 Uhr | Strafen: 1× 2×           | Spielbericht \| Spielstatistik | Strafen: 3× 5×                     | Főnix Aréna, Debrecen Zuschauer: 2.625 Schiedsrichter: Gatelis / Mažeika |

| 15. Januar 2022 20:30 Uhr | Slowenien                | 23:34                          | Dänemark                 | Főnix Aréna, Debrecen Zuschauer: 3.812 Schiedsrichter: Marín / García |
| 15. Januar 2022 20:30 Uhr | meiste Tore: Mačkovšek 6 | (14:16)                        | meiste Tore: M. Hansen 8 | Főnix Aréna, Debrecen Zuschauer: 3.812 Schiedsrichter: Marín / García |
| 15. Januar 2022 20:30 Uhr | Strafen: 5×              | Spielbericht \| Spielstatistik | Strafen: 1× 4×           | Főnix Aréna, Debrecen Zuschauer: 3.812 Schiedsrichter: Marín / García |

| 17. Januar 2022 18:00 Uhr | Montenegro                | 33:32                          | Slowenien                         | Főnix Aréna, Debrecen Zuschauer: 1.203 Schiedsrichter: Kurtagic / Wetterwik |
| 17. Januar 2022 18:00 Uhr | meiste Tore: B. Vujović 9 | (16:19)                        | meiste Tore: Dolenec, Kodrin je 6 | Főnix Aréna, Debrecen Zuschauer: 1.203 Schiedsrichter: Kurtagic / Wetterwik |
| 17. Januar 2022 18:00 Uhr | Strafen: 1× 7× 1×         | Spielbericht \| Spielstatistik | Strafen: 1× 5×                    | Főnix Aréna, Debrecen Zuschauer: 1.203 Schiedsrichter: Kurtagic / Wetterwik |

| 17. Januar 2022 20:30 Uhr | Nordmazedonien          | 21:31                          | Dänemark                  | Főnix Aréna, Debrecen Zuschauer: 1.561 Schiedsrichter: Mandák / Rudinský |
| 17. Januar 2022 20:30 Uhr | meiste Tore: Peševski 6 | (11:15)                        | meiste Tore: Kirkeløkke 9 | Főnix Aréna, Debrecen Zuschauer: 1.561 Schiedsrichter: Mandák / Rudinský |
| 17. Januar 2022 20:30 Uhr | Strafen: 3×             | Spielbericht \| Spielstatistik | Strafen: 1× 2×            | Főnix Aréna, Debrecen Zuschauer: 1.561 Schiedsrichter: Mandák / Rudinský |

### Gruppe B
| Pl. | Land        | Sp. | S | U | N | Tore    | Diff. | Punkte |
| --- | ----------- | --- | - | - | - | ------- | ----- | ------ |
| 1.  | Island      | 3   | 3 | 0 | 0 | 088:820 | +6    | 6      |
| 2.  | Niederlande | 3   | 2 | 0 | 1 | 091:880 | +3    | 4      |
| 3.  | Ungarn      | 3   | 1 | 0 | 2 | 089:920 | −3    | 2      |
| 4.  | Portugal    | 3   | 0 | 0 | 3 | 085:910 | −6    | 0      |

| 13. Januar 2022 20:30 Uhr | Ungarn               | 28:31                          | Niederlande           | MVM Dome, Budapest Zuschauer: 20.022 Schiedsrichter: Kurtagic / Wetterwik |
| 13. Januar 2022 20:30 Uhr | meiste Tore: Lékai 8 | (10:13)                        | meiste Tore: Smits 11 | MVM Dome, Budapest Zuschauer: 20.022 Schiedsrichter: Kurtagic / Wetterwik |
| 13. Januar 2022 20:30 Uhr | Strafen: 1× 5×       | Spielbericht \| Spielstatistik | Strafen: 1× 5× 1×     | MVM Dome, Budapest Zuschauer: 20.022 Schiedsrichter: Kurtagic / Wetterwik |

| 14. Januar 2022 20:30 Uhr | Portugal                              | 24:28                          | Island                    | MVM Dome, Budapest Zuschauer: 6.205 Schiedsrichter: Schulze / Tönnies |
| 14. Januar 2022 20:30 Uhr | meiste Tore: Iturriza, Rui Silva je 4 | (10:14)                        | meiste Tore: Guðjónsson 5 | MVM Dome, Budapest Zuschauer: 6.205 Schiedsrichter: Schulze / Tönnies |
| 14. Januar 2022 20:30 Uhr | Strafen: 2× 4×                        | Spielbericht \| Spielstatistik | Strafen: 1× 4×            | MVM Dome, Budapest Zuschauer: 6.205 Schiedsrichter: Schulze / Tönnies |

| 16. Januar 2022 18:00 Uhr | Portugal                                    | 30:31                          | Ungarn               | MVM Dome, Budapest Zuschauer: 20.022 Schiedsrichter: Brkić / Jusufhodžić |
| 16. Januar 2022 18:00 Uhr | meiste Tore: Areia, Martins, Rui Silva je 5 | (15:14)                        | meiste Tore: Máthé 8 | MVM Dome, Budapest Zuschauer: 20.022 Schiedsrichter: Brkić / Jusufhodžić |
| 16. Januar 2022 18:00 Uhr | Strafen: 1× 6× 1×                           | Spielbericht \| Spielstatistik | Strafen: 6×          | MVM Dome, Budapest Zuschauer: 20.022 Schiedsrichter: Brkić / Jusufhodžić |

| 16. Januar 2022 20:30 Uhr | Island                    | 29:28                          | Niederlande           | MVM Dome, Budapest Zuschauer: 14.587 Schiedsrichter: Horáček / Novotný |
| 16. Januar 2022 20:30 Uhr | meiste Tore: Guðjónsson 8 | (15:13)                        | meiste Tore: Smits 13 | MVM Dome, Budapest Zuschauer: 14.587 Schiedsrichter: Horáček / Novotný |
| 16. Januar 2022 20:30 Uhr | Strafen: 1× 7×            | Spielbericht \| Spielstatistik | Strafen: 6×           | MVM Dome, Budapest Zuschauer: 14.587 Schiedsrichter: Horáček / Novotný |

| 18. Januar 2022 18:00 Uhr | Island                 | 31:30                          | Ungarn                 | MVM Dome, Budapest Zuschauer: 20.022 Schiedsrichter: Marín / García |
| 18. Januar 2022 18:00 Uhr | meiste Tore: Elísson 9 | (17:17)                        | meiste Tore: Bánhidi 6 | MVM Dome, Budapest Zuschauer: 20.022 Schiedsrichter: Marín / García |
| 18. Januar 2022 18:00 Uhr | Strafen: 6× 1×         | Spielbericht \| Spielstatistik | Strafen: 2× 6× 1×      | MVM Dome, Budapest Zuschauer: 20.022 Schiedsrichter: Marín / García |

| 18. Januar 2022 20:30 Uhr | Niederlande          | 32:31                          | Portugal                | MVM Dome, Budapest Zuschauer: 11.287 Schiedsrichter: Jørum / Kleven |
| 18. Januar 2022 20:30 Uhr | meiste Tore: Smits 8 | (17:13)                        | meiste Tore: Iturriza 7 | MVM Dome, Budapest Zuschauer: 11.287 Schiedsrichter: Jørum / Kleven |
| 18. Januar 2022 20:30 Uhr | Strafen: 1× 5×       | Spielbericht \| Spielstatistik | Strafen: 1× 7×          | MVM Dome, Budapest Zuschauer: 11.287 Schiedsrichter: Jørum / Kleven |

### Gruppe C
| Pl. | Land       | Sp. | S | U | N | Tore     | Diff. | Punkte |
| --- | ---------- | --- | - | - | - | -------- | ----- | ------ |
| 1.  | Frankreich | 3   | 3 | 0 | 0 | 092:700  | +22   | 6      |
| 2.  | Kroatien   | 3   | 2 | 0 | 1 | 083:720  | +11   | 4      |
| 3.  | Serbien    | 3   | 1 | 0 | 2 | 076:750  | +1    | 2      |
| 4.  | Ukraine    | 3   | 0 | 0 | 3 | 071:1050 | −34   | 0      |

| 13. Januar 2022 18:00 Uhr | Serbien              | 31:23                          | Ukraine               | Pick Aréna, Szeged Zuschauer: 4.658 Schiedsrichter: Jørum / Kleven |
| 13. Januar 2022 18:00 Uhr | meiste Tore: Kukić 7 | (17:11)                        | meiste Tore: Horiha 6 | Pick Aréna, Szeged Zuschauer: 4.658 Schiedsrichter: Jørum / Kleven |
| 13. Januar 2022 18:00 Uhr | Strafen: 1× 3×       | Spielbericht \| Spielstatistik | Strafen: 1× 6×        | Pick Aréna, Szeged Zuschauer: 4.658 Schiedsrichter: Jørum / Kleven |

| 13. Januar 2022 20:30 Uhr | Kroatien             | 22:27                          | Frankreich            | Pick Aréna, Szeged Zuschauer: 5.422 Schiedsrichter: Horáček / Novotný |
| 13. Januar 2022 20:30 Uhr | meiste Tore: Čupić 6 | (11:13)                        | meiste Tore: Descat 7 | Pick Aréna, Szeged Zuschauer: 5.422 Schiedsrichter: Horáček / Novotný |
| 13. Januar 2022 20:30 Uhr | Strafen: 2× 3× 1×    | Spielbericht \| Spielstatistik | Strafen: 1×           | Pick Aréna, Szeged Zuschauer: 5.422 Schiedsrichter: Horáček / Novotný |

| 15. Januar 2022 18:00 Uhr | Frankreich          | 36:23                          | Ukraine               | Pick Aréna, Szeged Zuschauer: 8.143 Schiedsrichter: Mandák / Rudinský |
| 15. Januar 2022 18:00 Uhr | meiste Tore: Nahi 5 | (17:11)                        | meiste Tore: Horiha 7 | Pick Aréna, Szeged Zuschauer: 8.143 Schiedsrichter: Mandák / Rudinský |
| 15. Januar 2022 18:00 Uhr | Strafen: 1× 4×      | Spielbericht \| Spielstatistik | Strafen: 3× 2× 1×     | Pick Aréna, Szeged Zuschauer: 8.143 Schiedsrichter: Mandák / Rudinský |

| 15. Januar 2022 20:30 Uhr | Kroatien                         | 23:20                          | Serbien                    | Pick Aréna, Szeged Zuschauer: 8.143 Schiedsrichter: Schulze / Tönnies |
| 15. Januar 2022 20:30 Uhr | meiste Tore: Čupić, Martinović 6 | (11:9)                         | meiste Tore: Radivojević 5 | Pick Aréna, Szeged Zuschauer: 8.143 Schiedsrichter: Schulze / Tönnies |
| 15. Januar 2022 20:30 Uhr | Strafen: 1× 6×                   | Spielbericht \| Spielstatistik | Strafen: 1× 4×             | Pick Aréna, Szeged Zuschauer: 8.143 Schiedsrichter: Schulze / Tönnies |

| 17. Januar 2022 18:00 Uhr | Ukraine                  | 25:38                          | Kroatien                            | Pick Aréna, Szeged Zuschauer: 4.038 Schiedsrichter: Stark / Ștefan |
| 17. Januar 2022 18:00 Uhr | meiste Tore: Artemenko 5 | (13:18)                        | meiste Tore: Martinović, Šipić je 7 | Pick Aréna, Szeged Zuschauer: 4.038 Schiedsrichter: Stark / Ștefan |
| 17. Januar 2022 18:00 Uhr | Strafen: 1× 5×           | Spielbericht \| Spielstatistik | Strafen: 1× 5×                      | Pick Aréna, Szeged Zuschauer: 4.038 Schiedsrichter: Stark / Ștefan |

| 17. Januar 2022 20:30 Uhr | Frankreich          | 29:25                          | Serbien                    | Pick Aréna, Szeged Zuschauer: 4.038 Schiedsrichter: Gatelis / Mažeika |
| 17. Januar 2022 20:30 Uhr | meiste Tore: Mahé 6 | (16:7)                         | meiste Tore: Radivojević 7 | Pick Aréna, Szeged Zuschauer: 4.038 Schiedsrichter: Gatelis / Mažeika |
| 17. Januar 2022 20:30 Uhr | Strafen: 1× 5×      | Spielbericht \| Spielstatistik | Strafen: 2× 4×             | Pick Aréna, Szeged Zuschauer: 4.038 Schiedsrichter: Gatelis / Mažeika |

### Gruppe D
| Pl. | Land        | Sp. | S | U | N | Tore    | Diff. | Punkte |
| --- | ----------- | --- | - | - | - | ------- | ----- | ------ |
| 1.  | Deutschland | 3   | 3 | 0 | 0 | 097:810 | +16   | 6      |
| 2.  | Polen       | 3   | 2 | 0 | 1 | 088:810 | +7    | 4      |
| 3.  | Belarus     | 3   | 1 | 0 | 2 | 078:880 | −10   | 2      |
| 4.  | Österreich  | 3   | 0 | 0 | 3 | 086:990 | −13   | 0      |

| 14. Januar 2022 18:00 Uhr | Deutschland                        | 33:29                          | Belarus                             | Zimný štadión Ondreja Nepelu, Bratislava Zuschauer: 1.271 Schiedsrichter: Lah / Sok |
| 14. Januar 2022 18:00 Uhr | meiste Tore: Schiller, Häfner je 8 | (17:18)                        | meiste Tore: Kulesch, Wajlupau je 7 | Zimný štadión Ondreja Nepelu, Bratislava Zuschauer: 1.271 Schiedsrichter: Lah / Sok |
| 14. Januar 2022 18:00 Uhr | Strafen: 1× 5× 1×                  | Spielbericht \| Spielstatistik | Strafen: 1× 5× 1×                   | Zimný štadión Ondreja Nepelu, Bratislava Zuschauer: 1.271 Schiedsrichter: Lah / Sok |

| 14. Januar 2022 20:30 Uhr | Österreich             | 31:36                          | Polen                 | Zimný štadión Ondreja Nepelu, Bratislava Zuschauer: 1.530 Schiedsrichter: Hansen / Madsen |
| 14. Januar 2022 20:30 Uhr | meiste Tore: Frimmel 8 | (14:17)                        | meiste Tore: Moryto 9 | Zimný štadión Ondreja Nepelu, Bratislava Zuschauer: 1.530 Schiedsrichter: Hansen / Madsen |
| 14. Januar 2022 20:30 Uhr | Strafen: 5×            | Spielbericht \| Spielstatistik | Strafen: 2× 1×        | Zimný štadión Ondreja Nepelu, Bratislava Zuschauer: 1.530 Schiedsrichter: Hansen / Madsen |

| 16. Januar 2022 18:00 Uhr | Deutschland              | 34:29                          | Österreich             | Zimný štadión Ondreja Nepelu, Bratislava Zuschauer: 1.485 Schiedsrichter: Gubica / Milošević |
| 16. Januar 2022 18:00 Uhr | meiste Tore: Kastening 9 | (15:16)                        | meiste Tore: Frimmel 9 | Zimný štadión Ondreja Nepelu, Bratislava Zuschauer: 1.485 Schiedsrichter: Gubica / Milošević |
| 16. Januar 2022 18:00 Uhr | Strafen: 4×              | Spielbericht \| Spielstatistik | Strafen: 4×            | Zimný štadión Ondreja Nepelu, Bratislava Zuschauer: 1.485 Schiedsrichter: Gubica / Milošević |

| 16. Januar 2022 20:30 Uhr | Belarus                 | 20:29                          | Polen                    | Zimný štadión Ondreja Nepelu, Bratislava Zuschauer: 2.500 Schiedsrichter: J. Bonaventura / C. Bonaventura |
| 16. Januar 2022 20:30 Uhr | meiste Tore: Wajlupau 5 | (11:14)                        | meiste Tore: Krajewski 7 | Zimný štadión Ondreja Nepelu, Bratislava Zuschauer: 2.500 Schiedsrichter: J. Bonaventura / C. Bonaventura |
| 16. Januar 2022 20:30 Uhr | Strafen: 4× 1×          | Spielbericht \| Spielstatistik | Strafen: 1×              | Zimný štadión Ondreja Nepelu, Bratislava Zuschauer: 2.500 Schiedsrichter: J. Bonaventura / C. Bonaventura |

| 18. Januar 2022 18:00 Uhr | Polen                 | 23:30                          | Deutschland             | Zimný štadión Ondreja Nepelu, Bratislava Zuschauer: 1.076 Schiedsrichter: Nikolov / Načevski |
| 18. Januar 2022 18:00 Uhr | meiste Tore: Moryto 7 | (12:15)                        | meiste Tore: Steinert 9 | Zimný štadión Ondreja Nepelu, Bratislava Zuschauer: 1.076 Schiedsrichter: Nikolov / Načevski |
| 18. Januar 2022 18:00 Uhr | Strafen: 1× 5×        | Spielbericht \| Spielstatistik | Strafen: 1× 6×          | Zimný štadión Ondreja Nepelu, Bratislava Zuschauer: 1.076 Schiedsrichter: Nikolov / Načevski |

| 18. Januar 2022 20:30 Uhr | Belarus                 | 29:26                          | Österreich             | Zimný štadión Ondreja Nepelu, Bratislava Zuschauer: 835 Schiedsrichter: Mandák / Rudinský |
| 18. Januar 2022 20:30 Uhr | meiste Tore: Wajlupau 8 | (16:16)                        | meiste Tore: Božović 7 | Zimný štadión Ondreja Nepelu, Bratislava Zuschauer: 835 Schiedsrichter: Mandák / Rudinský |
| 18. Januar 2022 20:30 Uhr | Strafen: 1× 2×          | Spielbericht \| Spielstatistik | Strafen: 1× 5×         | Zimný štadión Ondreja Nepelu, Bratislava Zuschauer: 835 Schiedsrichter: Mandák / Rudinský |

### Gruppe E
| Pl. | Land                    | Sp. | S | U | N | Tore    | Diff. | Punkte |
| --- | ----------------------- | --- | - | - | - | ------- | ----- | ------ |
| 1.  | Spanien                 | 3   | 3 | 0 | 0 | 088:780 | +10   | 6      |
| 2.  | Schweden                | 3   | 1 | 1 | 1 | 085:770 | +8    | 3      |
| 3.  | Tschechien              | 3   | 1 | 1 | 1 | 080:740 | +6    | 3      |
| 4.  | Bosnien und Herzegowina | 3   | 0 | 0 | 3 | 061:850 | −24   | 0      |

Da Schweden und Tschechien punktgleich waren und unentschieden gegeneinander gespielt hatten, entschied die Tordifferenz aus allen Gruppenspielen über die Platzierung.
| 13. Januar 2022 18:00 Uhr | Spanien                 | 28:26                          | Tschechien            | Zimný štadión Ondreja Nepelu, Bratislava Zuschauer: 1.173 Schiedsrichter: Pavićević / Ražnatović |
| 13. Januar 2022 18:00 Uhr | meiste Tore: Gurbindo 6 | (14:11)                        | meiste Tore: Hrstka 6 | Zimný štadión Ondreja Nepelu, Bratislava Zuschauer: 1.173 Schiedsrichter: Pavićević / Ražnatović |
| 13. Januar 2022 18:00 Uhr | Strafen: 1× 2×          | Spielbericht \| Spielstatistik | Strafen: 2× 7×        | Zimný štadión Ondreja Nepelu, Bratislava Zuschauer: 1.173 Schiedsrichter: Pavićević / Ražnatović |

| 13. Januar 2022 20:30 Uhr | Schweden             | 30:18                          | Bosnien und Herzegowina | Zimný štadión Ondreja Nepelu, Bratislava Zuschauer: 1.268 Schiedsrichter: Biró / Kiss |
| 13. Januar 2022 20:30 Uhr | meiste Tore: Wanne 6 | (17:11)                        | meiste Tore: Burić 4    | Zimný štadión Ondreja Nepelu, Bratislava Zuschauer: 1.268 Schiedsrichter: Biró / Kiss |
| 13. Januar 2022 20:30 Uhr | Strafen: 1×          | Spielbericht \| Spielstatistik | Strafen: 1× 4×          | Zimný štadión Ondreja Nepelu, Bratislava Zuschauer: 1.268 Schiedsrichter: Biró / Kiss |

| 15. Januar 2022 18:00 Uhr | Tschechien           | 27:19                          | Bosnien und Herzegowina  | Zimný štadión Ondreja Nepelu, Bratislava Zuschauer: 1.994 Schiedsrichter: C. Bonaventura / J. Bonaventura |
| 15. Januar 2022 18:00 Uhr | meiste Tore: Klíma 8 | (12:9)                         | meiste Tore: Hamidović 5 | Zimný štadión Ondreja Nepelu, Bratislava Zuschauer: 1.994 Schiedsrichter: C. Bonaventura / J. Bonaventura |
| 15. Januar 2022 18:00 Uhr | Strafen: 1× 4×       | Spielbericht \| Spielstatistik | Strafen: 1× 5×           | Zimný štadión Ondreja Nepelu, Bratislava Zuschauer: 1.994 Schiedsrichter: C. Bonaventura / J. Bonaventura |

| 15. Januar 2022 20:30 Uhr | Spanien                        | 32:28                          | Schweden             | Zimný štadión Ondreja Nepelu, Bratislava Zuschauer: 2.159 Schiedsrichter: Brunner / Salah |
| 15. Januar 2022 20:30 Uhr | meiste Tore: Fernández Pérez 8 | (17:14)                        | meiste Tore: Wanne 8 | Zimný štadión Ondreja Nepelu, Bratislava Zuschauer: 2.159 Schiedsrichter: Brunner / Salah |
| 15. Januar 2022 20:30 Uhr | Strafen: 4×                    | Spielbericht \| Spielstatistik | Strafen: 1× 3×       | Zimný štadión Ondreja Nepelu, Bratislava Zuschauer: 2.159 Schiedsrichter: Brunner / Salah |

| 17. Januar 2022 18:00 Uhr | Bosnien und Herzegowina | 24:28                          | Spanien               | Zimný štadión Ondreja Nepelu, Bratislava Zuschauer: 1.162 Schiedsrichter: Lah / Sok |
| 17. Januar 2022 18:00 Uhr | meiste Tore: Karačić 6  | (14:12)                        | meiste Tore: Casado 7 | Zimný štadión Ondreja Nepelu, Bratislava Zuschauer: 1.162 Schiedsrichter: Lah / Sok |
| 17. Januar 2022 18:00 Uhr | Strafen: 6×             | Spielbericht \| Spielstatistik | Strafen: 2×           | Zimný štadión Ondreja Nepelu, Bratislava Zuschauer: 1.162 Schiedsrichter: Lah / Sok |

| 17. Januar 2022 20:30 Uhr | Tschechien                      | 27:27                          | Schweden                         | Zimný štadión Ondreja Nepelu, Bratislava Zuschauer: 1.368 Schiedsrichter: Gubica / Milošević |
| 17. Januar 2022 20:30 Uhr | meiste Tore: Piroch, Babák je 5 | (11:12)                        | meiste Tore: Wanne, Sandell je 5 | Zimný štadión Ondreja Nepelu, Bratislava Zuschauer: 1.368 Schiedsrichter: Gubica / Milošević |
| 17. Januar 2022 20:30 Uhr | Strafen: 1× 4×                  | Spielbericht \| Spielstatistik | Strafen: 1× 3×                   | Zimný štadión Ondreja Nepelu, Bratislava Zuschauer: 1.368 Schiedsrichter: Gubica / Milošević |

### Gruppe F
| Pl. | Land     | Sp. | S | U | N | Tore    | Diff. | Punkte |
| --- | -------- | --- | - | - | - | ------- | ----- | ------ |
| 1.  | Russland | 3   | 3 | 0 | 0 | 086:740 | +12   | 6      |
| 2.  | Norwegen | 3   | 2 | 0 | 1 | 092:770 | +15   | 4      |
| 3.  | Slowakei | 3   | 1 | 0 | 2 | 081:950 | −14   | 2      |
| 4.  | Litauen  | 3   | 0 | 0 | 3 | 082:950 | −13   | 0      |

| 13. Januar 2022 18:00 Uhr | Russland                  | 29:27                          | Litauen                    | Steel Aréna, Košice Zuschauer: 902 Schiedsrichter: Elíasson / Pálsson |
| 13. Januar 2022 18:00 Uhr | meiste Tore: Kossorotow 9 | (14:9)                         | meiste Tore: Malašinskas 5 | Steel Aréna, Košice Zuschauer: 902 Schiedsrichter: Elíasson / Pálsson |
| 13. Januar 2022 18:00 Uhr | Strafen: 1× 6×            | Spielbericht \| Spielstatistik | Strafen: 1× 3×             | Steel Aréna, Košice Zuschauer: 902 Schiedsrichter: Elíasson / Pálsson |

| 13. Januar 2022 20:30 Uhr | Norwegen            | 35:25                          | Slowakei             | Steel Aréna, Košice Zuschauer: 1.568 Schiedsrichter: Brunner / Salah |
| 13. Januar 2022 20:30 Uhr | meiste Tore: Toft 5 | (15:11)                        | meiste Tore: Urban 6 | Steel Aréna, Košice Zuschauer: 1.568 Schiedsrichter: Brunner / Salah |
| 13. Januar 2022 20:30 Uhr | Strafen: 1× 5×      | Spielbericht \| Spielstatistik | Strafen: 1× 2×       | Steel Aréna, Košice Zuschauer: 1.568 Schiedsrichter: Brunner / Salah |

| 15. Januar 2022 18:00 Uhr | Slowakei             | 31:26                          | Litauen                    | Steel Aréna, Košice Zuschauer: 1.504 Schiedsrichter: Nikolov / Načevski |
| 15. Januar 2022 18:00 Uhr | meiste Tore: Urban 7 | (15:8)                         | meiste Tore: Malašinskas 8 | Steel Aréna, Košice Zuschauer: 1.504 Schiedsrichter: Nikolov / Načevski |
| 15. Januar 2022 18:00 Uhr | Strafen: 1× 8× 1×    | Spielbericht \| Spielstatistik | Strafen: 4×                | Steel Aréna, Košice Zuschauer: 1.504 Schiedsrichter: Nikolov / Načevski |

| 15. Januar 2022 20:30 Uhr | Norwegen                | 22:23                          | Russland                  | Steel Aréna, Košice Zuschauer: 1.967 Schiedsrichter: Pavićević / Ražnatović |
| 15. Januar 2022 20:30 Uhr | meiste Tore: Barthold 7 | (12:14)                        | meiste Tore: Schitnikow 7 | Steel Aréna, Košice Zuschauer: 1.967 Schiedsrichter: Pavićević / Ražnatović |
| 15. Januar 2022 20:30 Uhr | Strafen: 3× 4×          | Spielbericht \| Spielstatistik | Strafen: 1× 4×            | Steel Aréna, Košice Zuschauer: 1.967 Schiedsrichter: Pavićević / Ražnatović |

| 17. Januar 2022 18:00 Uhr | Slowakei              | 27:36                          | Russland                  | Steel Aréna, Košice Zuschauer: 1.290 Schiedsrichter: Hansen / Madsen |
| 17. Januar 2022 18:00 Uhr | meiste Tore: Prokop 8 | (09:19)                        | meiste Tore: Kossorotow 7 | Steel Aréna, Košice Zuschauer: 1.290 Schiedsrichter: Hansen / Madsen |
| 17. Januar 2022 18:00 Uhr | Strafen: 4×           | Spielbericht \| Spielstatistik |                           | Steel Aréna, Košice Zuschauer: 1.290 Schiedsrichter: Hansen / Madsen |

| 17. Januar 2022 20:30 Uhr | Litauen                    | 29:35                          | Norwegen                            | Steel Aréna, Košice Zuschauer: 1.705 Schiedsrichter: Bíró / Kiss |
| 17. Januar 2022 20:30 Uhr | meiste Tore: Malašinskas 8 | (16:16)                        | meiste Tore: Sagosen, Barthold je 7 | Steel Aréna, Košice Zuschauer: 1.705 Schiedsrichter: Bíró / Kiss |
| 17. Januar 2022 20:30 Uhr | Strafen: 5×                | Spielbericht \| Spielstatistik | Strafen: 2×                         | Steel Aréna, Košice Zuschauer: 1.705 Schiedsrichter: Bíró / Kiss |

## Hauptrunde
Die Hauptrunde bestand aus zwei Gruppen mit jeweils sechs Mannschaften. Die besten zwei Mannschaften der zwei Hauptrundengruppen qualifizierten sich für die Halbfinalspiele. Die Drittplatzierten spielten um Platz 5.
Legende

### Gruppe I
| Pl. | Land        | Sp. | S | U | N | Tore      | Diff. | Punkte |
| --- | ----------- | --- | - | - | - | --------- | ----- | ------ |
| 1.  | Frankreich  | 5   | 4 | 0 | 1 | 0148:1310 | +17   | 8      |
| 2.  | Dänemark    | 5   | 4 | 0 | 1 | 0149:1230 | +26   | 8      |
| 3.  | Island      | 5   | 3 | 0 | 2 | 0138:1240 | +14   | 6      |
| 4.  | Kroatien    | 5   | 1 | 1 | 3 | 0124:1360 | −12   | 3      |
| 5.  | Niederlande | 5   | 1 | 1 | 3 | 0137:1560 | −19   | 3      |
| 6.  | Montenegro  | 5   | 1 | 0 | 4 | 0134:1600 | −26   | 2      |

Da Frankreich und Dänemark punktgleich waren, entschied der direkte Vergleich, welchen Frankreich gewann. Da Kroatien und die Niederlande ebenfalls punktgleich waren und unentschieden gegeneinander gespielt hatten, entschied die Tordifferenz aus allen Gruppenspielen über die Platzierung.
| 20. Januar 2022 15:30 Uhr | Montenegro                           | 32:26                          | Kroatien             | MVM Dome, Budapest Zuschauer: 5.037 Schiedsrichter: Jørum / Kleven |
| 20. Januar 2022 15:30 Uhr | meiste Tore: B.Vujović, Božović je 7 | (15:9)                         | meiste Tore: Čupić 7 | MVM Dome, Budapest Zuschauer: 5.037 Schiedsrichter: Jørum / Kleven |
| 20. Januar 2022 15:30 Uhr | Strafen: 6×                          | Spielbericht \| Spielstatistik | Strafen: 3×          | MVM Dome, Budapest Zuschauer: 5.037 Schiedsrichter: Jørum / Kleven |

| 20. Januar 2022 18:00 Uhr | Frankreich           | 34:24                          | Niederlande                      | MVM Dome, Budapest Zuschauer: 5.055 Schiedsrichter: Schulze / Tönnies |
| 20. Januar 2022 18:00 Uhr | meiste Tore: Minne 8 | (15:12)                        | meiste Tore: Smits, Baijens je 4 | MVM Dome, Budapest Zuschauer: 5.055 Schiedsrichter: Schulze / Tönnies |
| 20. Januar 2022 18:00 Uhr | Strafen: 1× 6×       | Spielbericht \| Spielstatistik | Strafen: 1× 4×                   | MVM Dome, Budapest Zuschauer: 5.055 Schiedsrichter: Schulze / Tönnies |

| 20. Januar 2022 20:30 Uhr | Dänemark              | 28:24                          | Island                   | MVM Dome, Budapest Zuschauer: 5.060 Schiedsrichter: Kurtagic / Wetterwik |
| 20. Januar 2022 20:30 Uhr | meiste Tore: Gidsel 9 | (17:14)                        | meiste Tore: Magnússon 8 | MVM Dome, Budapest Zuschauer: 5.060 Schiedsrichter: Kurtagic / Wetterwik |
| 20. Januar 2022 20:30 Uhr | Strafen: 1× 4×        | Spielbericht \| Spielstatistik | Strafen: 1× 6×           | MVM Dome, Budapest Zuschauer: 5.060 Schiedsrichter: Kurtagic / Wetterwik |

| 22. Januar 2022 15:30 Uhr | Montenegro                          | 30:34                          | Niederlande          | MVM Dome, Budapest Zuschauer: 11.360 Schiedsrichter: Horáček / Novotný |
| 22. Januar 2022 15:30 Uhr | meiste Tore: Čepić, B. Vujović je 6 | (16:18)                        | meiste Tore: Smits 9 | MVM Dome, Budapest Zuschauer: 11.360 Schiedsrichter: Horáček / Novotný |
| 22. Januar 2022 15:30 Uhr | Strafen: 3×                         | Spielbericht \| Spielstatistik | Strafen: 5×          | MVM Dome, Budapest Zuschauer: 11.360 Schiedsrichter: Horáček / Novotný |

| 22. Januar 2022 18:00 Uhr | Frankreich                               | 21:29                          | Island                    | MVM Dome, Budapest Zuschauer: 11.394 Schiedsrichter: Nikolov / Načevski |
| 22. Januar 2022 18:00 Uhr | meiste Tore: Descat, Minne, Tournat je 5 | (10:17)                        | meiste Tore: Magnússon 10 | MVM Dome, Budapest Zuschauer: 11.394 Schiedsrichter: Nikolov / Načevski |
| 22. Januar 2022 18:00 Uhr | Strafen: 1× 4×                           | Spielbericht \| Spielstatistik | Strafen: 1× 3×            | MVM Dome, Budapest Zuschauer: 11.394 Schiedsrichter: Nikolov / Načevski |

| 22. Januar 2022 20:30 Uhr | Dänemark                 | 27:25                          | Kroatien             | MVM Dome, Budapest Zuschauer: 11.412 Schiedsrichter: Marín / García |
| 22. Januar 2022 20:30 Uhr | meiste Tore: M. Hansen 8 | (12:11)                        | meiste Tore: Marić 8 | MVM Dome, Budapest Zuschauer: 11.412 Schiedsrichter: Marín / García |
| 22. Januar 2022 20:30 Uhr | Strafen: 1×              | Spielbericht \| Spielstatistik | Strafen: 2× 4×       | MVM Dome, Budapest Zuschauer: 11.412 Schiedsrichter: Marín / García |

| 24. Januar 2022 15:30 Uhr | Island                    | 22:23                          | Kroatien             | MVM Dome, Budapest Zuschauer: 4.522 Schiedsrichter: Schulze / Tönnies |
| 24. Januar 2022 15:30 Uhr | meiste Tore: Þorkelsson 6 | (12:10)                        | meiste Tore: Lučin 6 | MVM Dome, Budapest Zuschauer: 4.522 Schiedsrichter: Schulze / Tönnies |
| 24. Januar 2022 15:30 Uhr | Strafen: 1× 2×            | Spielbericht \| Spielstatistik | Strafen: 1× 3×       | MVM Dome, Budapest Zuschauer: 4.522 Schiedsrichter: Schulze / Tönnies |

| 24. Januar 2022 18:00 Uhr | Dänemark              | 35:23                          | Niederlande            | MVM Dome, Budapest Zuschauer: 4.557 Schiedsrichter: Nikolov / Načevski |
| 24. Januar 2022 18:00 Uhr | meiste Tore: Gidsel 9 | (21:12)                        | meiste Tore: Baijens 6 | MVM Dome, Budapest Zuschauer: 4.557 Schiedsrichter: Nikolov / Načevski |
| 24. Januar 2022 18:00 Uhr | Strafen: 1×           | Spielbericht \| Spielstatistik | Strafen: 3×            | MVM Dome, Budapest Zuschauer: 4.557 Schiedsrichter: Nikolov / Načevski |

| 24. Januar 2022 20:30 Uhr | Montenegro                | 27:36                          | Frankreich         | MVM Dome, Budapest Zuschauer: 4.582 Schiedsrichter: Kurtagic / Wetterwik |
| 24. Januar 2022 20:30 Uhr | meiste Tore: M. Vujović 7 | (12:16)                        | meiste Tore: Mem 7 | MVM Dome, Budapest Zuschauer: 4.582 Schiedsrichter: Kurtagic / Wetterwik |
| 24. Januar 2022 20:30 Uhr | Strafen: 1×               | Spielbericht \| Spielstatistik | Strafen: 1× 3× 1×  | MVM Dome, Budapest Zuschauer: 4.582 Schiedsrichter: Kurtagic / Wetterwik |

| 26. Januar 2022 15:30 Uhr | Montenegro                 | 24:34                          | Island                    | MVM Dome, Budapest Zuschauer: 5.200 Schiedsrichter: Marín / García |
| 26. Januar 2022 15:30 Uhr | meiste Tore: M. Vujović 11 | (8:17)                         | meiste Tore: Magnússon 11 | MVM Dome, Budapest Zuschauer: 5.200 Schiedsrichter: Marín / García |
| 26. Januar 2022 15:30 Uhr | Strafen: 4×                | Spielbericht \| Spielstatistik | Strafen: 1× 2×            | MVM Dome, Budapest Zuschauer: 5.200 Schiedsrichter: Marín / García |

| 26. Januar 2022 18:00 Uhr | Niederlande              | 28:28                          | Kroatien                   | MVM Dome, Budapest Zuschauer: 5.275 Schiedsrichter: Kurtagic / Wetterwik |
| 26. Januar 2022 18:00 Uhr | meiste Tore: L. Steins 6 | (15:13)                        | meiste Tore: Martinović 12 | MVM Dome, Budapest Zuschauer: 5.275 Schiedsrichter: Kurtagic / Wetterwik |
| 26. Januar 2022 18:00 Uhr | Strafen: 3×              | Spielbericht \| Spielstatistik | Strafen: 1× 3× 1×          | MVM Dome, Budapest Zuschauer: 5.275 Schiedsrichter: Kurtagic / Wetterwik |

| 26. Januar 2022 20:30 Uhr | Dänemark                   | 29:30                          | Frankreich                    | MVM Dome, Budapest Zuschauer: 5.315 Schiedsrichter: Horáček / Novotný |
| 26. Januar 2022 20:30 Uhr | meiste Tore: Kirkeløkke 10 | (17:12)                        | meiste Tore: Descat, Mem je 8 | MVM Dome, Budapest Zuschauer: 5.315 Schiedsrichter: Horáček / Novotný |
| 26. Januar 2022 20:30 Uhr | Strafen: 3×                | Spielbericht \| Spielstatistik | Strafen: 4× 1×                | MVM Dome, Budapest Zuschauer: 5.315 Schiedsrichter: Horáček / Novotný |

### Gruppe II
| Pl. | Land        | Sp. | S | U | N | Tore      | Diff. | Punkte |
| --- | ----------- | --- | - | - | - | --------- | ----- | ------ |
| 1.  | Spanien     | 5   | 4 | 0 | 1 | 0138:1300 | +8    | 8      |
| 2.  | Schweden    | 5   | 4 | 0 | 1 | 0134:1170 | +17   | 8      |
| 3.  | Norwegen    | 5   | 3 | 0 | 2 | 0142:1240 | +18   | 6      |
| 4.  | Deutschland | 5   | 2 | 0 | 3 | 0127:1340 | −7    | 4      |
| 5.  | Russland    | 5   | 1 | 1 | 3 | 0129:1360 | −7    | 3      |
| 6.  | Polen       | 5   | 0 | 1 | 4 | 0128:1570 | −29   | 1      |

Entscheidend für die punktgleichen Plätze 1 und 2 ist der direkte Vergleich zwischen Spanien und Schweden, welchen Spanien gewonnen hat.
| 20. Januar 2022 15:30 Uhr | Russland                | 23:29                          | Schweden             | Zimný štadión Ondreja Nepelu, Bratislava Zuschauer: 1.667 Schiedsrichter: Lah / Sok |
| 20. Januar 2022 15:30 Uhr | meiste Tore: Jermakow 5 | (13:16)                        | meiste Tore: Wanne 9 | Zimný štadión Ondreja Nepelu, Bratislava Zuschauer: 1.667 Schiedsrichter: Lah / Sok |
| 20. Januar 2022 15:30 Uhr | Strafen: 1× 3×          | Spielbericht \| Spielstatistik | Strafen: 1×          | Zimný štadión Ondreja Nepelu, Bratislava Zuschauer: 1.667 Schiedsrichter: Lah / Sok |

| 20. Januar 2022 18:00 Uhr | Deutschland                     | 23:29                          | Spanien                | Zimný štadión Ondreja Nepelu, Bratislava Zuschauer: 1.683 Schiedsrichter: J. Bonaventura / C. Bonaventura |
| 20. Januar 2022 18:00 Uhr | meiste Tore: Golla, Zieker je 4 | (12:14)                        | meiste Tore: Maqueda 6 | Zimný štadión Ondreja Nepelu, Bratislava Zuschauer: 1.683 Schiedsrichter: J. Bonaventura / C. Bonaventura |
| 20. Januar 2022 18:00 Uhr | Strafen: 1×                     | Spielbericht \| Spielstatistik |                        | Zimný štadión Ondreja Nepelu, Bratislava Zuschauer: 1.683 Schiedsrichter: J. Bonaventura / C. Bonaventura |

| 20. Januar 2022 20:30 Uhr | Polen                  | 31:42                          | Norwegen                 | Zimný štadión Ondreja Nepelu, Bratislava Zuschauer: 1.682 Schiedsrichter: Brunner / Salah |
| 20. Januar 2022 20:30 Uhr | meiste Tore: Moryto 10 | (15:21)                        | meiste Tore: Barthold 10 | Zimný štadión Ondreja Nepelu, Bratislava Zuschauer: 1.682 Schiedsrichter: Brunner / Salah |
| 20. Januar 2022 20:30 Uhr | Strafen: 1× 3×         | Spielbericht \| Spielstatistik | Strafen: 1× 6×           | Zimný štadión Ondreja Nepelu, Bratislava Zuschauer: 1.682 Schiedsrichter: Brunner / Salah |

| 21. Januar 2022 15:30 Uhr | Russland                | 25:26                          | Spanien               | Zimný štadión Ondreja Nepelu, Bratislava Zuschauer: 2.021 Schiedsrichter: Hansen / Madsen |
| 21. Januar 2022 15:30 Uhr | meiste Tore: Santalow 6 | (11:12)                        | meiste Tore: Casado 7 | Zimný štadión Ondreja Nepelu, Bratislava Zuschauer: 2.021 Schiedsrichter: Hansen / Madsen |
| 21. Januar 2022 15:30 Uhr | Strafen: 1×             | Spielbericht \| Spielstatistik |                       | Zimný štadión Ondreja Nepelu, Bratislava Zuschauer: 2.021 Schiedsrichter: Hansen / Madsen |

| 21. Januar 2022 18:00 Uhr | Polen                               | 18:28                          | Schweden                                       | Zimný štadión Ondreja Nepelu, Bratislava Zuschauer: 2.021 Schiedsrichter: Pavićević / Ražnatović |
| 21. Januar 2022 18:00 Uhr | meiste Tore: Moryto, Krajewski je 5 | (6:14)                         | meiste Tore: Mellegård, Pettersson, Wanne je 4 | Zimný štadión Ondreja Nepelu, Bratislava Zuschauer: 2.021 Schiedsrichter: Pavićević / Ražnatović |
| 21. Januar 2022 18:00 Uhr | Strafen: 3×                         | Spielbericht \| Spielstatistik | Strafen: 1× 2×                                 | Zimný štadión Ondreja Nepelu, Bratislava Zuschauer: 2.021 Schiedsrichter: Pavićević / Ražnatović |

| 21. Januar 2022 20:30 Uhr | Deutschland          | 23:28                          | Norwegen            | Zimný štadión Ondreja Nepelu, Bratislava Zuschauer: 2.021 Schiedsrichter: Lah / Sok |
| 21. Januar 2022 20:30 Uhr | meiste Tore: Golla 4 | (12:14)                        | meiste Tore: Toft 7 | Zimný štadión Ondreja Nepelu, Bratislava Zuschauer: 2.021 Schiedsrichter: Lah / Sok |
| 21. Januar 2022 20:30 Uhr | Strafen: 1× 2×       | Spielbericht \| Spielstatistik | Strafen: 3×         | Zimný štadión Ondreja Nepelu, Bratislava Zuschauer: 2.021 Schiedsrichter: Lah / Sok |

| 23. Januar 2022 15:30 Uhr | Polen                | 29:29                          | Russland                  | Zimný štadión Ondreja Nepelu, Bratislava Zuschauer: 1.984 Schiedsrichter: J. Bonaventura / C. Bonaventura |
| 23. Januar 2022 15:30 Uhr | meiste Tore: Sićko 8 | (13:12)                        | meiste Tore: Kossorotow 8 | Zimný štadión Ondreja Nepelu, Bratislava Zuschauer: 1.984 Schiedsrichter: J. Bonaventura / C. Bonaventura |
| 23. Januar 2022 15:30 Uhr | Strafen: 1× 5×       | Spielbericht \| Spielstatistik | Strafen: 1× 5× 1×         | Zimný štadión Ondreja Nepelu, Bratislava Zuschauer: 1.984 Schiedsrichter: J. Bonaventura / C. Bonaventura |

| 23. Januar 2022 18:00 Uhr | Deutschland           | 21:25                          | Schweden             | Zimný štadión Ondreja Nepelu, Bratislava Zuschauer: 1.992 Schiedsrichter: Brunner / Salah |
| 23. Januar 2022 18:00 Uhr | meiste Tore: Köster 4 | (10:12)                        | meiste Tore: Wanne 6 | Zimný štadión Ondreja Nepelu, Bratislava Zuschauer: 1.992 Schiedsrichter: Brunner / Salah |
| 23. Januar 2022 18:00 Uhr | Strafen: 2×           | Spielbericht \| Spielstatistik | Strafen: 2×          | Zimný štadión Ondreja Nepelu, Bratislava Zuschauer: 1.992 Schiedsrichter: Brunner / Salah |

| 23. Januar 2022 20:30 Uhr | Spanien                | 23:27                          | Norwegen                | Zimný štadión Ondreja Nepelu, Bratislava Zuschauer: 1.992 Schiedsrichter: Pavićević / Ražnatović |
| 23. Januar 2022 20:30 Uhr | meiste Tore: Maqueda 6 | (11:14)                        | meiste Tore: Barthold 6 | Zimný štadión Ondreja Nepelu, Bratislava Zuschauer: 1.992 Schiedsrichter: Pavićević / Ražnatović |
| 23. Januar 2022 20:30 Uhr | Strafen: 2×            | Spielbericht \| Spielstatistik | Strafen: 6× 1×          | Zimný štadión Ondreja Nepelu, Bratislava Zuschauer: 1.992 Schiedsrichter: Pavićević / Ražnatović |

| 25. Januar 2022 15:30 Uhr | Polen                 | 27:28                          | Spanien                        | Zimný štadión Ondreja Nepelu, Bratislava Zuschauer: 1.432 Schiedsrichter: Lah / Sok |
| 25. Januar 2022 15:30 Uhr | meiste Tore: Moryto 6 | (13:14)                        | meiste Tore: Solé, Casado je 4 | Zimný štadión Ondreja Nepelu, Bratislava Zuschauer: 1.432 Schiedsrichter: Lah / Sok |
| 25. Januar 2022 15:30 Uhr | Strafen: 2× 1×        | Spielbericht \| Spielstatistik | Strafen: 1×                    | Zimný štadión Ondreja Nepelu, Bratislava Zuschauer: 1.432 Schiedsrichter: Lah / Sok |

| 25. Januar 2022 18:00 Uhr | Deutschland          | 30:29                          | Russland                  | Zimný štadión Ondreja Nepelu, Bratislava Zuschauer: 1.443 Schiedsrichter: Pavićević / Ražnatović |
| 25. Januar 2022 18:00 Uhr | meiste Tore: Golla 6 | (16:12)                        | meiste Tore: Kossorotow 8 | Zimný štadión Ondreja Nepelu, Bratislava Zuschauer: 1.443 Schiedsrichter: Pavićević / Ražnatović |
| 25. Januar 2022 18:00 Uhr | Strafen: 1× 2×       | Spielbericht \| Spielstatistik | Strafen: 3×               | Zimný štadión Ondreja Nepelu, Bratislava Zuschauer: 1.443 Schiedsrichter: Pavićević / Ražnatović |

| 25. Januar 2022 20:30 Uhr | Schweden               | 24:23                          | Norwegen                | Zimný štadión Ondreja Nepelu, Bratislava Zuschauer: 1.448 Schiedsrichter: Hansen / Madsen |
| 25. Januar 2022 20:30 Uhr | meiste Tore: Chrintz 6 | (9:14)                         | meiste Tore: Reinkind 6 | Zimný štadión Ondreja Nepelu, Bratislava Zuschauer: 1.448 Schiedsrichter: Hansen / Madsen |
| 25. Januar 2022 20:30 Uhr | Strafen: 3×            | Spielbericht \| Spielstatistik | Strafen: 4×             | Zimný štadión Ondreja Nepelu, Bratislava Zuschauer: 1.448 Schiedsrichter: Hansen / Madsen |

## Finalspiele
Die Final- und Platzierungsspiele wurden als Entscheidungsspiele im K.-o.-Form ausgetragen; der Gewinner kommt ins Finale, der Verlierer spielt um den 3. Platz. Im Falle eines Unentschiedens nach regulärer Spielzeit wurde eine Verlängerung mit zweimal fünf Minuten durchgeführt.

### Spiel um Platz 5
| 28. Januar 2022 15:30 Uhr | Island                    | 33:34 n. V.                    | Norwegen               | MVM Dome, Budapest Zuschauer: 7.286 Schiedsrichter: Marín / García |
| 28. Januar 2022 15:30 Uhr | meiste Tore: Magnússon 10 | (12:16), (27:27)               | meiste Tore: Sagosen 8 | MVM Dome, Budapest Zuschauer: 7.286 Schiedsrichter: Marín / García |
| 28. Januar 2022 15:30 Uhr | Strafen: 2× 4×            | Spielbericht \| Spielstatistik | Strafen: 4× 1×         | MVM Dome, Budapest Zuschauer: 7.286 Schiedsrichter: Marín / García |

### Halbfinale
| 28. Januar 2022 18:00 Uhr | Spanien               | 29:25                          | Dänemark                 | MVM Dome, Budapest Zuschauer: 7.286 Schiedsrichter: Nikolov / Načevski |
| 28. Januar 2022 18:00 Uhr | meiste Tore: Gómez 11 | (13:14)                        | meiste Tore: M. Hansen 8 | MVM Dome, Budapest Zuschauer: 7.286 Schiedsrichter: Nikolov / Načevski |
| 28. Januar 2022 18:00 Uhr | Strafen: 1× 4×        | Spielbericht \| Spielstatistik | Strafen: 1× 3×           | MVM Dome, Budapest Zuschauer: 7.286 Schiedsrichter: Nikolov / Načevski |

| 28. Januar 2022 20:30 Uhr | Frankreich                      | 33:34                          | Schweden                    | MVM Dome, Budapest Zuschauer: 7.306 Schiedsrichter: Lah / Sok |
| 28. Januar 2022 20:30 Uhr | meiste Tore: Minne, Descat je 8 | (14:17)                        | meiste Tore: Gottfridsson 9 | MVM Dome, Budapest Zuschauer: 7.306 Schiedsrichter: Lah / Sok |
| 28. Januar 2022 20:30 Uhr | Strafen: 1× 3× 1×               | Spielbericht \| Spielstatistik | Strafen: 1× 4×              | MVM Dome, Budapest Zuschauer: 7.306 Schiedsrichter: Lah / Sok |

### Spiel um Platz 3
| 30. Januar 2022 15:30 Uhr | Frankreich          | 32:35 n. V.                    | Dänemark             | MVM Dome, Budapest Zuschauer: 10.021 Schiedsrichter: Horáček / Novotnoý |
| 30. Januar 2022 15:30 Uhr | meiste Tore: Mahé 8 | (14:13), (29:29)               | meiste Tore: Holm 10 | MVM Dome, Budapest Zuschauer: 10.021 Schiedsrichter: Horáček / Novotnoý |
| 30. Januar 2022 15:30 Uhr | Strafen: 1× 4×      | Spielbericht \| Spielstatistik | Strafen: 2×          | MVM Dome, Budapest Zuschauer: 10.021 Schiedsrichter: Horáček / Novotnoý |

### Finale
| 30. Januar 2022 18:15 Uhr | Schweden                             | 27:26                          | Spanien                           | MVM Dome, Budapest Zuschauer: 14.238 Schiedsrichter: Schulze / Tönnies |
| 30. Januar 2022 18:15 Uhr | meiste Tore: Ekberg, Bergendahl je 5 | (12:13)                        | meiste Tore: Figueras, Gómez je 6 | MVM Dome, Budapest Zuschauer: 14.238 Schiedsrichter: Schulze / Tönnies |
| 30. Januar 2022 18:15 Uhr | Strafen: 2× 3×                       | Spielbericht \| Spielstatistik | Strafen: 4×                       | MVM Dome, Budapest Zuschauer: 14.238 Schiedsrichter: Schulze / Tönnies |

## Schiedsrichter
Die Europäische Handballföderation nominierte anfangs 18 Teams für die Spielleitung bei der Europameisterschaft. Am 10. Januar nominierte die EHF zusätzlich die Schiedsrichterpaare Lars Jørum und Håvard Kleven aus Norwegen sowie Charlotte und Julie Bonaventura aus Frankreich.
| Land           | Name                                        | Einsätze                                  | Einsätze                                     | Einsätze             | Einsätze |
| Land           | Name                                        | Vorrunde                                  | Hauptrunde                                   | Finalspiele          |          |
| -------------- | ------------------------------------------- | ----------------------------------------- | -------------------------------------------- | -------------------- | -------- |
| Land           | Name                                        | Gruppe / Spiel                            | Gruppe / Spiel                               | Finalspiele          |          |
| Dänemark       | Hansen, Mads / Madsen, Jesper               | D / AUT – POL F / SVK – RUS               | II / RUS – ESP II / SWE – NOR                |                      |          |
| Deutschland    | Schulze, Robert / Tönnies, Tobias           | B / PRT – ISL C / HRV – SRB               | I / FRA – NLD I / ISL – HRV                  | Finale SWE – ESP     |          |
| Frankreich     | Bonaventura, Charlotte / Bonaventura, Julie | E / CZE – BIH D / BLR – POL               | II / DEU – ESP II / POL – RUS                |                      |          |
| Island         | Elíasson, Jónas / Pálsson, Anton Gylfi      | F / RUS – LTU                             |                                              |                      |          |
| Kroatien       | Gubica, Matija / Milošević, Boris           | D / DEU – AUT E / CZE – SWE               |                                              |                      |          |
| Litauen        | Mažeika, Vaidas / Gatelis, Mindaugas        | A / MKD – MNE C / FRA – SRB               |                                              |                      |          |
| Montenegro     | Pavićević, Ivan / Ražnatović, Miloš         | E / ESP – CZE F / NOR – RUS               | II / POL – SWE II / ESP – NOR II / DEU – RUS |                      |          |
| Nordmazedonien | Nikolov, Slave / Načevski, Gjorgji          | F / SVK – LTU D / POL – DEU               | I / FRA – ISL I / DNK – NLD                  | Halbfinale ESP – DNK |          |
| Norwegen       | Jørum, Lars / Kleven, Håvard                | C / SRB – UKR B / NLD – PRT               | I / MNE – HRV                                |                      |          |
| Österreich     | Brkić, Radojko / Jusufhodžić, Andrei        | A / SVN – MKD B / PRT – HUN               |                                              |                      |          |
| Rumänien       | Stark, Bogdan Nicolae / Ștefan, Romeo Mihai | A / DNK – MNE C / UKR – HRV               |                                              |                      |          |
| Schweden       | Kurtagic, Mirza / Wetterwik, Mattias        | B / HUN – NLD A / SVN – DNK               | I / DNK – ISL I / MNE – FRA I / NLD – HRV    |                      |          |
| Schweiz        | Brunner, Arthur / Salah, Morad              | F / NOR – SVK E / ESP – SWE               | II / POL – NOR II / DEU – SWE                |                      |          |
| Slowakei       | Mandák, Boris / Rudinský, Mário             | C / FRA – UKR A / MKD – DNK D / BLR – AUT |                                              |                      |          |
| Slowenien      | Lah, Bojan / Sok, David                     | D / DEU – BLR E / BIH – ESP               | II / RUS – SWE II / DEU – NOR II / POL – ESP | Halbfinale FRA – SWE |          |
| Spanien        | Marín, Andreu / García Serradilla, Ignacio  | A / SVN – DNK B / ISL – HUN               | I / DNK – HRV I / MNE – ISL                  | Platz 5 ISL – NOR    |          |
| Tschechien     | Horáček, Václav / Novotný, Jiří             | C / HRV – FRA B / ISL – NLD               | I / MNE – NLD I / DNK – FRA                  | Platz 3 FRA – DNK    |          |
| Ungarn         | Bíró, Ádám / Kiss, Olivér                   | E / SWE – BIH F / LTU – NOR               |                                              |                      |          |
| Ohne Einsatz   |                                             |                                           |                                              |                      |          |
| Portugal       | Santos, Duarte / Fonseca, Ricardo           | --                                        | --                                           | --                   |          |
| Serbien        | Nikolić, Nenad / Stojković, Dušan           | --                                        | --                                           | --                   |          |

## Abschlussplatzierung
Die Plätze 1 bis 4 der Europameisterschaft wurden unter den Teams auf den Plätzen 1 bis 2 der beiden Hauptrundengruppen in einer Finalrunde ermittelt. Der Platz 5 wurde zwischen den beiden Drittplatzierten der Hauptrunde ausgespielt.
Nicht ausgespielt wurden die Plätze 7 bis 24:
Die Abschlussplatzierungen 7 und 8 wurden unter den Teams auf den Plätzen 4, die Abschlussplatzierungen 9 und 10 unter den Teams auf Platz 5 und die Abschlussplatzierungen 11 und 12 unter den Teams auf Platz 6 der beiden Hauptrundengruppen ermittelt. Bei Punktgleichheit entschied zuerst die bessere Tordifferenz aus allen Gruppenspielen, dann die höhere Anzahl an erzielten Toren aus allen Gruppenspielen und zuletzt die höchste Mannschaft, gegen welche die Mannschaft in der Vorrunde nach der endgültigen Rangliste der EHF EURO gespielt hat.
Die Abschlussplatzierungen 13 bis 18 wurden unter den Drittplatzierten, die Plätze 19 bis 24 unter den Viertplatzierten der Vorrundengruppen ermittelt. Bei Punktgleichheit entschied die bessere Tordifferenz aus allen Gruppenspielen, bei gleicher Differenz die höhere Anzahl an erzielten Toren aus allen Gruppenspielen.
Die drei bestplatzierten Mannschaften, die nicht die bereits gesetzten WM-Co-Gastgeber Polen und Schweden und der amtierende Weltmeister Dänemark sind, qualifizierten sich direkt für die Weltmeisterschaft 2023. Somit qualifizierten sich auch die Mannschaften auf den Plätzen 4 und 5 für die Weltmeisterschaft direkt. Außerdem qualifizierten sich die drei bestplatzierten Mannschaften direkt für die Europameisterschaft 2024. Die neun nach diesen sechs Teams bestplatzierten Mannschaften (also die anderen Teams bis Platz 15) stehen in der 2. Runde der Play-off-Phase der europäischen Qualifikation zur Weltmeisterschaft, die neun am schlechtesten platzierten Mannschaften (Plätze 16 bis 24) müssen in der Play-off-Runde 1 gegen die Sieger der Phase 1 und die Schweiz antreten.
| Rang | Team                    | Sp. | S | U | N | Tore    | Diff. | P  | qualifiziert für |
| ---- | ----------------------- | --- | - | - | - | ------- | ----- | -- | --- |
| 01.  | Schweden                | 9   | 7 | 1 | 1 | 252:221 | +31   | 15 | Weltmeisterschaft 2023 (bereits als Co-Gastgeber qualifiziert) und Europameisterschaft 2024                                                            |
| 02.  | Spanien                 | 9   | 7 | 0 | 2 | 249:232 | +17   | 14 | Weltmeisterschaft 2023 und Europameisterschaft 2024 |
| 03.  | Dänemark                | 9   | 7 | 0 | 2 | 274:228 | +46   | 14 | Weltmeisterschaft 2023 (bereits als Weltmeister 2021 qualifiziert) und Europameisterschaft 2024                                                        |
| 04.  | Frankreich              | 9   | 6 | 0 | 3 | 278:248 | +30   | 12 | Weltmeisterschaft 2023 |
|      |                         |     |   |   |   |         |       |    | Weltmeisterschaft 2023 |
| 05.  | Norwegen                | 8   | 6 | 0 | 2 | 246:211 | +35   | 12 | Weltmeisterschaft 2023 |
| 06.  | Island                  | 8   | 5 | 0 | 3 | 230:212 | +18   | 10 | Teilnahme an der 2. Runde von Phase 2 zur europäischen Qualifikation für die Weltmeisterschaft 2023                                                    |
|      |                         |     |   |   |   |         |       |    | Teilnahme an der 2. Runde von Phase 2 zur europäischen Qualifikation für die Weltmeisterschaft 2023                                                    |
| 07.  | Deutschland             | 7   | 4 | 0 | 3 | 194:192 | +02   | 08 | Teilnahme an der 2. Runde von Phase 2 zur europäischen Qualifikation für die Weltmeisterschaft 2023                                                    |
| 08.  | Kroatien                | 7   | 3 | 1 | 3 | 185:181 | +04   | 07 | Teilnahme an der 2. Runde von Phase 2 zur europäischen Qualifikation für die Weltmeisterschaft 2023                                                    |
|      |                         |     |   |   |   |         |       |    | Teilnahme an der 2. Runde von Phase 2 zur europäischen Qualifikation für die Weltmeisterschaft 2023                                                    |
| 09.  | Russland                | 7   | 3 | 1 | 3 | 192:188 | +04   | 07 | Teilnahme an der 2. Runde von Phase 2 zur europäischen Qualifikation für die Weltmeisterschaft 2023                                                    |
| 10.  | Niederlande             | 7   | 3 | 1 | 3 | 200:215 | −15   | 07 | Teilnahme an der 2. Runde von Phase 2 zur europäischen Qualifikation für die Weltmeisterschaft 2023                                                    |
|      |                         |     |   |   |   |         |       |    | Teilnahme an der 2. Runde von Phase 2 zur europäischen Qualifikation für die Weltmeisterschaft 2023                                                    |
| 11.  | Montenegro              | 7   | 3 | 0 | 4 | 195:216 | −21   | 06 | Teilnahme an der 2. Runde von Phase 2 zur europäischen Qualifikation für die Weltmeisterschaft 2023                                                    |
| 12.  | Polen                   | 7   | 2 | 1 | 4 | 193:208 | −15   | 05 | bereits als Co-Gastgeber für die Weltmeisterschaft 2023 qualifiziert, daher keine Teilnahme an der 2. Runde von Phase 2 zur europäischen Qualifikation |
|      |                         |     |   |   |   |         |       |    | |
| 13.  | Tschechien              | 3   | 1 | 1 | 1 | 080:074 | +06   | 03 | Teilnahme an der 2. Runde von Phase 2 zur europäischen Qualifikation für die Weltmeisterschaft 2023                                                    |
| 14.  | Serbien                 | 3   | 1 | 0 | 2 | 076:075 | +01   | 02 | Teilnahme an der 2. Runde von Phase 2 zur europäischen Qualifikation für die Weltmeisterschaft 2023                                                    |
| 15.  | Ungarn                  | 3   | 1 | 0 | 2 | 089:092 | −03   | 02 | Teilnahme an der 2. Runde von Phase 2 zur europäischen Qualifikation für die Weltmeisterschaft 2023                                                    |
| 16.  | Slowenien               | 3   | 1 | 0 | 2 | 082:092 | −10   | 02 | Teilnahme an der 1. Runde von Phase 2 zur europäischen Qualifikation für die Weltmeisterschaft 2023                                                    |
| 17.  | Belarus                 | 3   | 1 | 0 | 2 | 078:088 | −10   | 02 | Teilnahme an der 1. Runde von Phase 2 zur europäischen Qualifikation für die Weltmeisterschaft 2023                                                    |
| 18.  | Slowakei                | 3   | 1 | 0 | 2 | 081:095 | −14   | 02 | Teilnahme an der 1. Runde von Phase 2 zur europäischen Qualifikation für die Weltmeisterschaft 2023                                                    |
|      |                         |     |   |   |   |         |       |    | Teilnahme an der 1. Runde von Phase 2 zur europäischen Qualifikation für die Weltmeisterschaft 2023                                                    |
| 19.  | Portugal                | 3   | 0 | 0 | 3 | 085:091 | −06   | 0  | Teilnahme an der 1. Runde von Phase 2 zur europäischen Qualifikation für die Weltmeisterschaft 2023                                                    |
| 20.  | Österreich              | 3   | 0 | 0 | 3 | 086:099 | −13   | 0  | Teilnahme an der 1. Runde von Phase 2 zur europäischen Qualifikation für die Weltmeisterschaft 2023                                                    |
| 21.  | Litauen                 | 3   | 0 | 0 | 3 | 082:095 | −13   | 0  | Teilnahme an der 1. Runde von Phase 2 zur europäischen Qualifikation für die Weltmeisterschaft 2023                                                    |
| 22.  | Nordmazedonien          | 3   | 0 | 0 | 3 | 070:086 | −16   | 0  | Teilnahme an der 1. Runde von Phase 2 zur europäischen Qualifikation für die Weltmeisterschaft 2023                                                    |
| 23.  | Bosnien und Herzegowina | 3   | 0 | 0 | 3 | 061:085 | −24   | 0  | Teilnahme an der 1. Runde von Phase 2 zur europäischen Qualifikation für die Weltmeisterschaft 2023                                                    |
| 24.  | Ukraine                 | 3   | 0 | 0 | 3 | 071:105 | −34   | 0  | Teilnahme an der 1. Runde von Phase 2 zur europäischen Qualifikation für die Weltmeisterschaft 2023                                                    |

## All-Star-Team
Vor dem Endspiel wurden die nachfolgenden Spieler für ihre Leistungen ausgezeichnet und in das All-Star-Team gewählt.

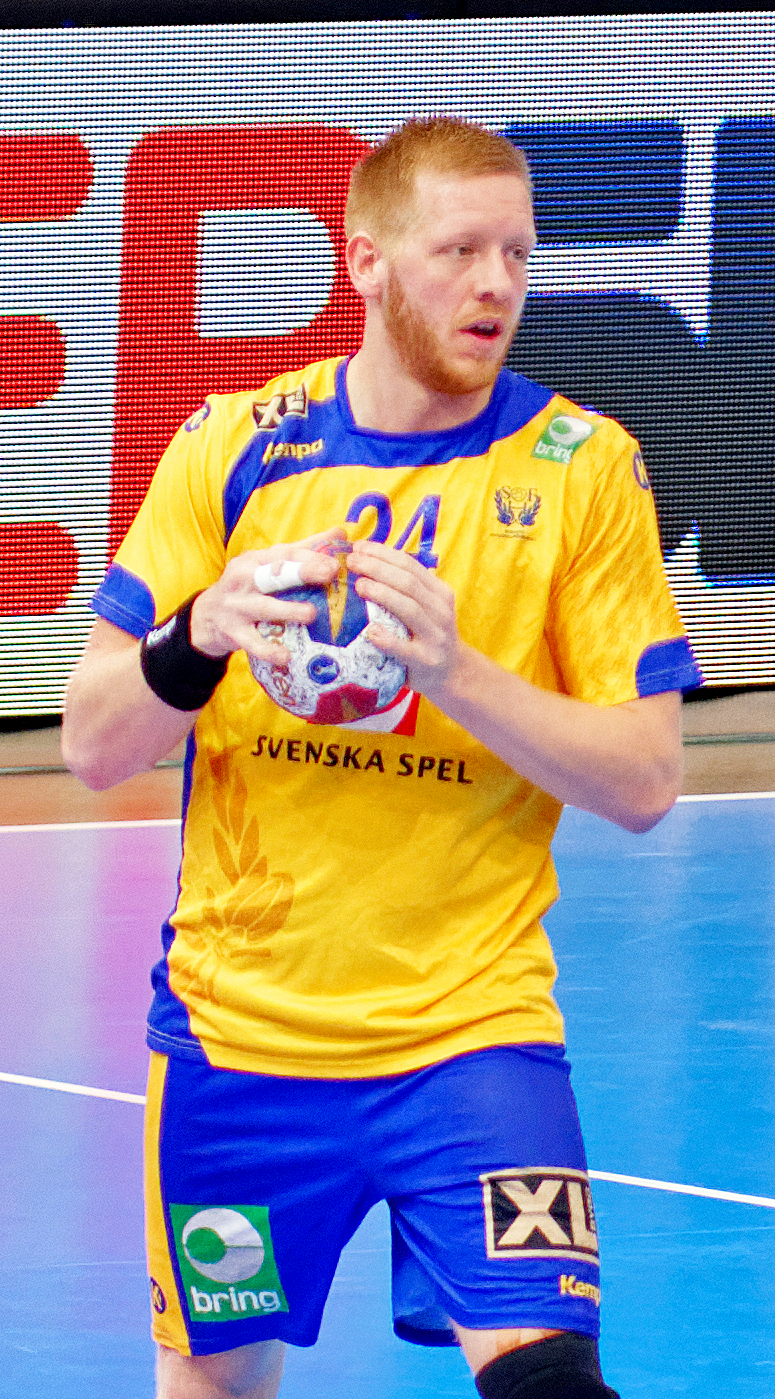
Jim Gottfridson, wertvollster Spieler
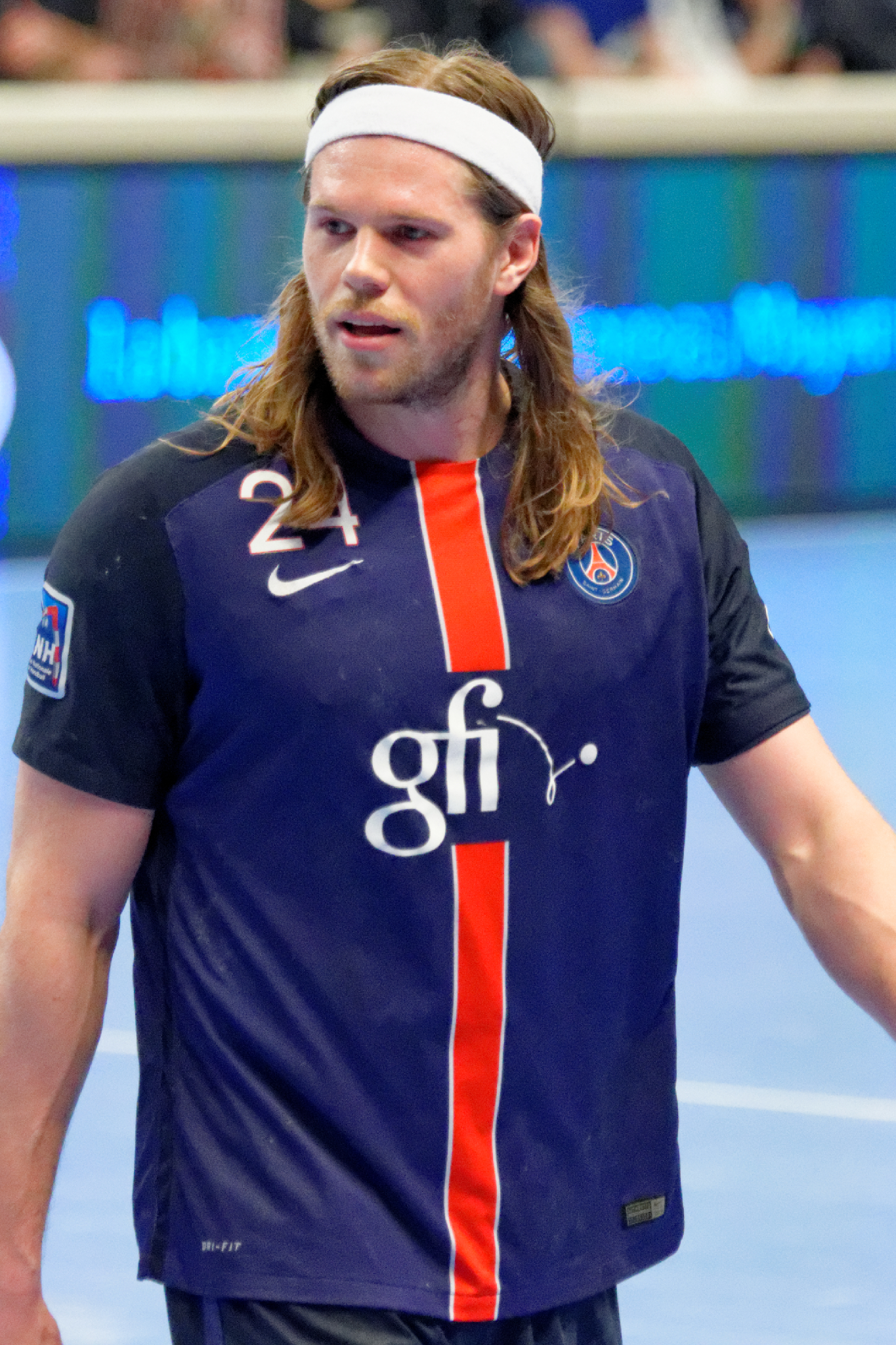
Mikkel Hansen, bester linker Rückraumspieler
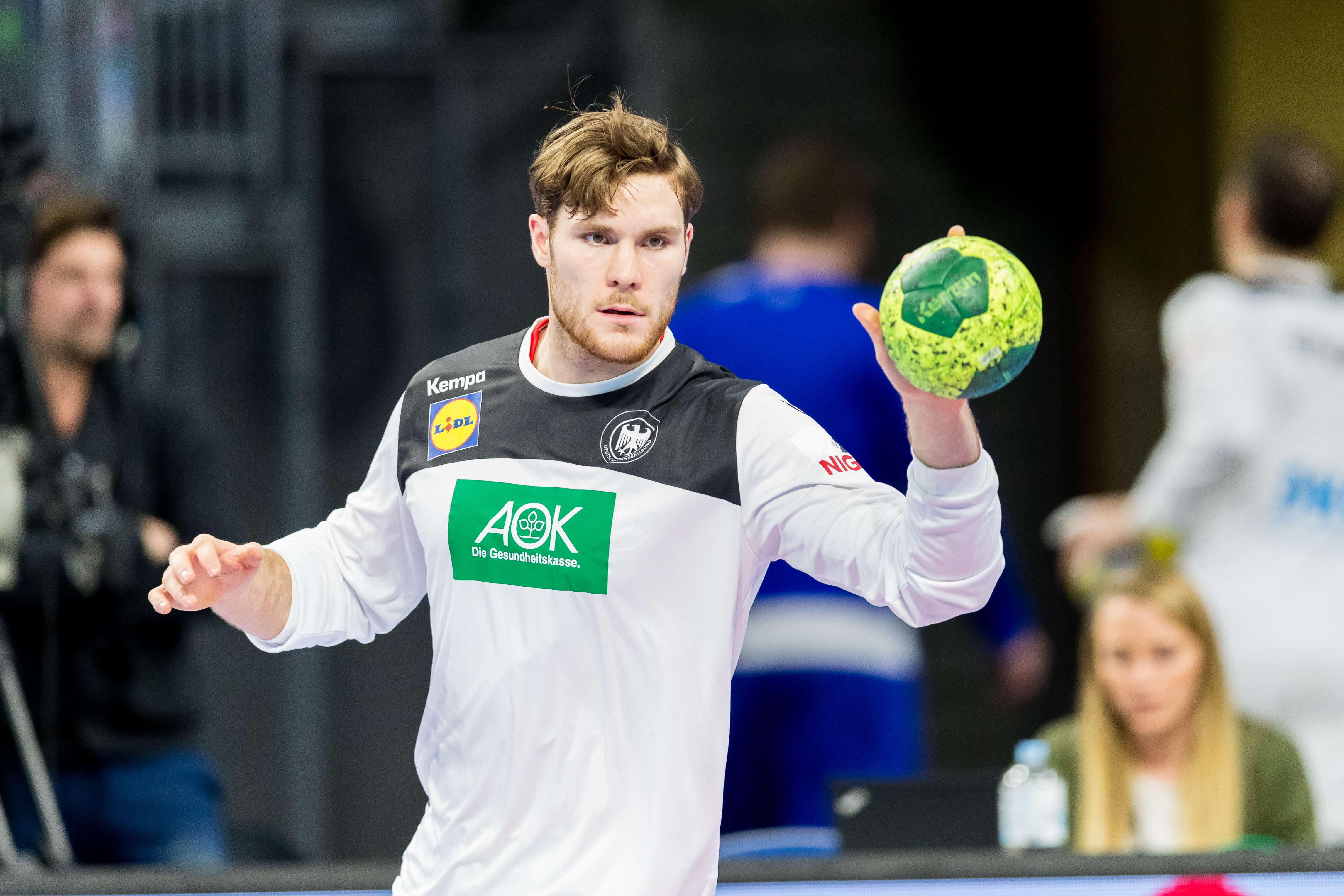
Johannes Golla, bester Kreisläufer
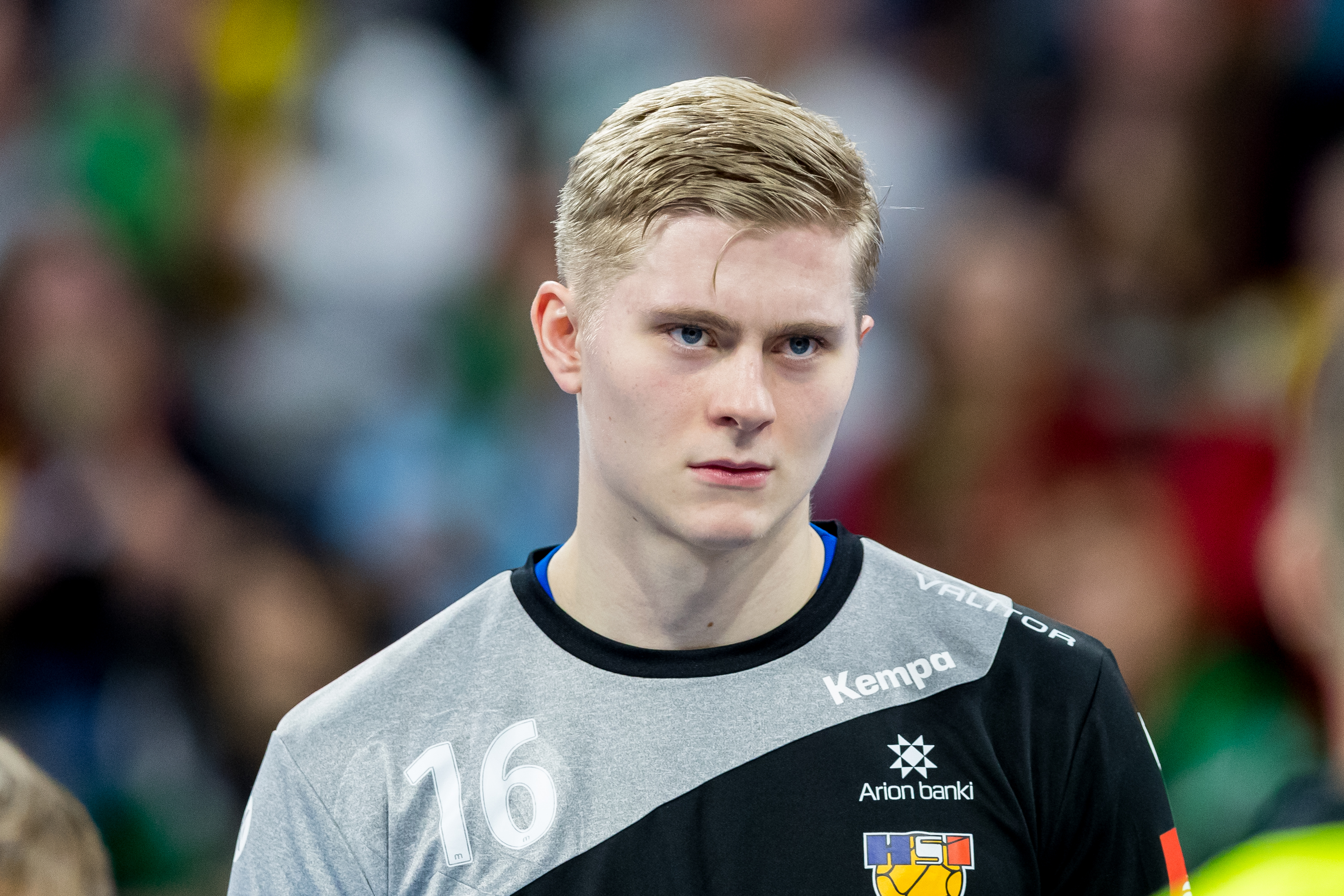
Viktor Gísli Hallgrímsson, bester Torhüter

| Position                   | Name                      | Land        |
| -------------------------- | ------------------------- | ----------- |
| Wertvollster Spieler (MVP) | Jim Gottfridsson          | Schweden    |
| Tor                        | Viktor Gísli Hallgrímsson | Island      |
| Linksaußen                 | Miloš Vujović             | Montenegro  |
| Rückraum links             | Mikkel Hansen             | Dänemark    |
| Rückraum Mitte             | Luc Steins                | Niederlande |
| Rückraum rechts            | Mathias Gidsel            | Dänemark    |
| Rechtsaußen                | Aleix Gómez               | Spanien     |
| Kreis                      | Johannes Golla            | Deutschland |
| Bester Abwehrspieler       | Oscar Bergendahl          | Schweden    |

## Statistiken

### Torschützenliste
| Rang                   | Spieler             | Tore (inkl. 7-m-Tore) | Torwürfe | Trefferquote | 7-m-Tore | 7-m-Würfe | Spiele |
| ---------------------- | ------------------- | --------------------- | -------- | ------------ | -------- | --------- | ------ |
| 1                      | Ómar Ingi Magnússon | 59                    | 80       | 73,8 %       | 21       | 25        | 8      |
| 2                      | Mikkel Hansen       | 48                    | 69       | 69,6 %       | 24       | 29        | 7      |
| 3                      | Arkadiusz Moryto    | 47                    | 62       | 75,8 %       | 21       | 24        | 7      |
| 4                      | Kay Smits           | 45                    | 62       | 72,6 %       | 18       | 21        | 5      |
| 4                      | Hampus Wanne        | 45                    | 56       | 80,4 %       | 20       | 24        | 8      |
| 6                      | Hugo Descat         | 44                    | 58       | 75,9 %       | 23       | 27        | 9      |
| 7                      | Sander Sagosen      | 43                    | 71       | 60,6 %       | 6        | 9         | 8      |
| 8                      | Sebastian Barthold  | 42                    | 54       | 77,8 %       | 16       | 19        | 8      |
| 9                      | Aleix Gómez Abelló  | 41                    | 54       | 75,9 %       | 17       | 21        | 8      |
| 9                      | Miloš Vujović       | 41                    | 57       | 71,9 %       | 10       | 14        | 7      |
| 11                     | Mathias Gidsel      | 38                    | 43       | 88,4 %       |          |           | 7      |
| 11                     | Branko Vujović      | 38                    | 62       | 61,3 %       | 0        | 1         | 7      |
| 13                     | Ivan Martinović     | 37                    | 64       | 57,8 %       | 8        | 8         | 7      |
| 13                     | Dika Mem            | 37                    | 69       | 53,6 %       |          |           | 9      |
| 15                     | Jim Gottfridsson    | 36                    | 53       | 67,9 %       |          |           | 7      |
|                        |                     |                       |          |              |          |           |        |
| 24                     | Johannes Golla      | 28                    | 36       | 77,8 %       |          |           | 7      |
|                        |                     |                       |          |              |          |           |        |
| 35                     | Sebastian Frimmel   | 22                    | 26       | 84,6 %       | 12       | 13        | 3      |
| Stand: 30. Januar 2022 |                     |                       |          |              |          |           |        |

### Torhüter
| Rang                   | Spieler                   | Quote | Paraden | Würfe | Spiele |
| ---------------------- | ------------------------- | ----- | ------- | ----- | ------ |
| 1                      | Kevin Møller              | 40 %  | 42      | 104   | 9      |
| 2                      | Milan Bomaštar            | 39 %  | 9       | 23    | 3      |
| 3                      | Vladimir Cupara           | 34 %  | 24      | 70    | 3      |
| 3                      | Wiktor Kirejew            | 34 %  | 73      | 216   | 7      |
| 3                      | Tomáš Mrkva               | 34 %  | 36      | 106   | 3      |
| 6                      | Niklas Landin Jacobsen    | 33 %  | 76      | 232   | 8      |
| 6                      | Nikola Mitrevski          | 33 %  | 16      | 48    | 2      |
| 8                      | Torbjørn Bergerud         | 32 %  | 36      | 111   | 6      |
| 8                      | Vincent Gérard            | 32 %  | 79      | 248   | 9      |
| 8                      | Gonzalo Pérez de Vargas   | 32 %  | 60      | 186   | 9      |
| 8                      | Ilja Ussik                | 32 %  | 16      | 50    | 2      |
| 12                     | Andreas Palicka           | 31 %  | 65      | 213   | 8      |
| 12                     | Marián Žernovič           | 31 %  | 19      | 62    | 3      |
| 14                     | Viktor Gísli Hallgrímsson | 30 %  | 51      | 168   | 8      |
| 15                     | Gustavo Capdeville        | 29 %  | 30      | 102   | 3      |
| 15                     | Wesley Pardin             | 29 %  | 30      | 102   | 8      |
|                        |                           |       |         |       |        |
| 26                     | Daniel Rebmann            | 26 %  | 15      | 57    | 4      |
|                        |                           |       |         |       |        |
| 37                     | Golub Doknić              | 22 %  | 24      | 107   | 3      |
| Stand: 30. Januar 2022 |                           |       |         |       |        |

### Fair-Play
| Platz | Team                    | Spiele | Disqualifikation | Disqualifikation | Disqualifikation |           |       | Punkte | Punkte |
| Platz | Team                    | Spiele | 3× =             |                  |                  | pro Spiel | Summe |        |        |
| --- | ----------------------- | ------ | ---------------- | ---------------- | ---------------- | --------- | ----- | ------ | ------ |
| 1. | Spanien                 | 9      |                  |                  |                  | 19        | 4     | 04,7   | 42     |
| 2. | Nordmazedonien          | 3      |                  |                  |                  | 07        | 2     | 05,3   | 16     |
| 3. | Schweden                | 9      |                  |                  |                  | 22        | 6     | 05,6   | 50     |
| 4. | Dänemark                | 9      |                  |                  |                  | 24        | 5     | 05,9   | 53     |
| 5. | Deutschland             | 7      | 1                |                  |                  | 22        | 4     | 07,4   | 52     |
| 6. | Litauen                 | 3      |                  |                  |                  | 12        | 1     | 08,3   | 25     |
| 7. | Polen                   | 7      |                  | 1                |                  | 20        | 6     | 08,7   | 61     |
| 7. | Serbien                 | 3      |                  |                  |                  | 11        | 4     | 08,7   | 26     |
| 9. | Russland                | 7      |                  | 1                |                  | 22        | 4     | 09,0   | 63     |
| 10. | Österreich              | 3      |                  |                  |                  | 14        | 1     | 09,7   | 29     |
| 11. | Island                  | 8      | 1                |                  |                  | 34        | 8     | 10,0   | 80     |
| 12. | Bosnien und Herzegowina | 3      |                  |                  |                  | 15        | 2     | 10,7   | 32     |
| 13. | Tschechien              | 3      |                  |                  |                  | 15        | 4     | 11,3   | 34     |
| 13. | Slowakei                | 3      | 1                |                  |                  | 14        | 2     | 11,3   | 34     |
| 15. | Niederlande             | 7      |                  | 1                |                  | 31        | 3     | 11,4   | 80     |
| 16. | Norwegen                | 8      | 1                | 1                |                  | 34        | 5     | 11,5   | 92     |
| 17. | Kroatien                | 7      | 1                |                  | 1                | 27        | 8     | 11,6   | 81     |
| 18. | Frankreich              | 9      | 1                | 2                |                  | 34        | 8     | 12,2   | 1100   |
| 19. | Montenegro              | 7      | 1                | 1                |                  | 31        | 6     | 12,4   | 87     |
| 20. | Slowenien               | 3      | 1                |                  |                  | 16        | 2     | 12,7   | 38     |
| 21. | Ungarn                  | 3      | 1                |                  |                  | 17        | 3     | 13,7   | 41     |
| 22. | Portugal                | 3      | 1                |                  |                  | 17        | 4     | 14,0   | 42     |
| 23. | Belarus                 | 3      | 1                |                  | 1                | 11        | 2     | 14,3   | 43     |
| 24. | Ukraine                 | 3      |                  | 1                |                  | 13        | 5     | 15,3   | 46     |
| = 1 Punkt, = 2 Punkte, durch 3× = 4 Punkte, = 15 Punkte (Die wird bei der EHF als geführt, hier wegen Transparenz separat) |                         |        |                  |                  |                  |           |       |        |        |
| Stand: 30. Januar 2022 |                         |        |                  |                  |                  |           |       |        |        |

## Kader
Im Dezember 2021 gaben die 24 teilnehmenden Verbände der Europäischen Handballföderation die maximal 35 Spieler bekannt, die am Turnier teilnehmen sollen. Änderungen sind grundsätzlich ausgeschlossen. Vor Turnierbeginn mussten die Kaderlisten der nationalen Verbände dann auf 20 Spieler reduziert werden. Für jeden Spieltag geben die Verbände 16 Spieler aus dieser Liste für ihr Aufgebot bekannt. In Vorrunde, Hauptrunde und den Finalspielen können die Verbände jeweils maximal zwei Spieler ersetzen.
Die COVID-19-Pandemie brachte zahlreiche Änderungen der Aufgebote mit sich, da sich Spieler mit dem Corona-Virus infizierten. Auch Verletzungen und private Gründe führten zu einigen Nachnominierungen in den endgültigen Aufstellungen. Zu den Spielern, die nicht an der Europameisterschaft teilnehmen können oder wollen, zählen auch einige Top-Stars.

### Aufgebote

#### Medaillengewinner
| Schweden | Spanien | Dänemark |
| Oscar Bergendahl Jonathan Carlsbogård Valter Chrintz Felix Claar Max Darj Jonathan Edvardsson Niclas Ekberg Jim Gottfridsson Peter Johannesson Eric Johansson Albin Lagergren Emil Mellegård Felix Möller Andreas Palicka Lucas Pellas Isak Persson Linus Persson Daniel Pettersson Fredric Pettersson Lukas Sandell Tobias Thulin Karl Wallinius Hampus Wanne | Aitor Ariño Joan Cañellas Agustín Casado Rodrigo Corrales Ángel Fernández Pérez Adrià Figueras Antonio García Aleix Gómez Gedeón Guardiola Eduardo Gurbindo Sergey Hernández Jorge Maqueda José María Márquez Coloma Kauldi Odriozola Iñaki Peciña Gonzalo Pérez de Vargas Miguel Sánchez-Migallón Daniel Sarmiento Ferrán Solé Ian Tarrafeta | Lasse Bredekjær Andersson René Antonsen Mathias Gidsel Jannick Green Jóhan Hansen Mikkel Hansen Jacob Holm Emil Jakobsen Simon Hald Jensen Niclas Kirkeløkke Magnus Landin Niklas Landin Rasmus Lauge Hans Lindberg Mads Mensah Aaron Mensing Kevin Møller Henrik Møllgaard Jensen Magnus Saugstrup Lasse Svan Henrik Toft Hansen |
| Glenn Solberg (Trainer) | Jordi Ribera (Trainer) | Nikolaj Bredahl Jacobsen (Trainer) |

#### 7. Platz: Deutschland
- Johannes Bitter (Handball Sport Verein Hamburg)
- Rune Dahmke (THW Kiel)
- Paul Drux (Füchse Berlin)
- Simon Ernst (SC DHfK Leipzig)
- Sebastian Firnhaber (HC Erlangen)
- Johannes Golla (SG Flensburg-Handewitt)
- Kai Häfner (MT Melsungen)
- Sebastian Heymann (Frisch Auf Göppingen)
- Timo Kastening (MT Melsungen)
- Till Klimpke (HSG Wetzlar)
- Julian Köster (VfL Gummersbach)
- Julius Kühn (MT Melsungen)
- Djibril M’Bengue ( FC Porto)
- Lukas Mertens (SC Magdeburg)
- Daniel Rebmann (Frisch Auf Göppingen)
- Tobias Reichmann (MT Melsungen)
- Marcel Schiller (Frisch Auf Göppingen)
- David Schmidt (Bergischer HC)
- Christoph Steinert (HC Erlangen)
- Lukas Stutzke (Bergischer HC)
- Hendrik Wagner (Die Eulen Ludwigshafen)
- Philipp Weber (SC Magdeburg)
- Fabian Wiede (Füchse Berlin)
- Patrick Wiencek (THW Kiel)
- Luca Witzke (SC DHfK Leipzig)
- Andreas Wolff ( PGE Vive Kielce)
- Lukas Zerbe (TBV Lemgo)
- Patrick Zieker (TVB 1898 Stuttgart)

Trainer:  Alfreð Gíslason

#### 20. Platz: Österreich
- Nikola Bilyk ( THW Kiel)
- Janko Božović ( VfL Gummersbach)
- Eric Damböck (Fivers Margareten)
- Daniel Dicker ( ThSV Eisenach)
- Golub Doknić (Alpla HC Hard)
- Sebastian Frimmel ( Pick Szeged)
- Ralf Patrick Häusle (Bregenz HB)
- Lukas Herburger ( Kadetten Schaffhausen)
- Alexander Hermann ( VfL Gummersbach)
- Lukas Hutecek ( TBV Lemgo)
- Marin Martinović (Fivers Margareten)
- Constantin Möstl (SG Handball Westwien)
- Fabian Posch (UHK Krems)
- Julian Ranftl (SG Handball Westwien)
- Lukas Schweighofer (Alpla HC Hard)
- Tobias Wagner ( Fenix Toulouse Handball)
- Robert Weber ( HSG Nordhorn-Lingen)
- Gerald Zeiner (Handball Tirol)
- Boris Zivkovic ( KS Azoty-Puławy)

Trainer:  Aleš Pajovič

### Corona-Fälle
In der gesamten Vorbereitung und während des Turniers wurden bis zum Beginn der Hauptrunde über 100 Spieler positiv auf SARS-CoV-2 getestet und mussten sich in Quarantäne begeben. Nach fünf Tagen können betroffene Spieler, sofern sie zwei negative PCR-Tests vorweisen können, wieder am Turnier teilnehmen. Im deutschen Team führte die hohe Zahl an infizierten Spielern zu zahlreichen Nachnominierungen und sogar zu Überlegungen, die Turnierteilnahme nach der Vorrunde abzubrechen.
Nachstehend aufgeführt sind einige von SARS-CoV-2-Infektionen vor oder während des Turniers betroffene Teams. Die genannten Spieler konnten wegen der Infektion zeitweise oder komplett nicht eingesetzt werden.
- Belarus (4): Iwan Mazkewitsch, Wadsim Hajdutschenka, Uladsislau Kulesch, Andrej Jurynok[25]
- Dänemark (2): Jannick Green[26], Hans Lindberg[25]
- Deutschland (15): Julius Kühn[27], Hendrik Wagner[28], Andreas Wolff, Kai Häfner, Timo Kastening, Lukas Mertens, Luca Witzke[29], Marcel Schiller, Till Klimpke[30], Sebastian Heymann, Djibril M’Bengue[31], Christoph Steinert[31][32][33], Sebastian Firnhaber[33], Patrick Wiencek, Simon Ernst[34]
- Frankreich (2): Karl Konan[35], Guillaume Gille (Trainer)[36], Kentin Mahé[37]
- Island (8): Björgvin Páll Gústavsson, Ólafur Guðmundsson, Elvar Örn Jónsson, Aron Pálmarsson, Bjarki Már Elísson, Gísli Þorgeir Kristjánsson[25], Janus Daði Smárason[38], Daníel Þór Ingason[38]
- Kroatien (8): Zvonimir Srna, Matej Mandić, Ante Gadža, Marin Šipić, Željko Musa, Nikola Grahovac, Mate Šunjić, Tomislav Severec[25]
- Montenegro (10): Miloš Božović, Stevan Vujović, Mile Mijušković, Nebojša Simović, Vasko Ševaljević, Risto Vujačić, Vasilije Kaluđerović, Vuk Lazović, Marko Lasica, Nikola Matović[25]
- Niederlande (13): Ephrahim Jerry, Jeffrey Boomhouwer, Robin Schoenaker, Iso Sluijters, Dennis Schellekens, Bart Ravensbergen, Rutger ten Velde, Kay Smits, Samir Benghanem, Jasper Adams[25], Erlingur Richardsson (Trainer), Gerrie Eijlers (Torwarttrainer)[39], Tommie Falke
- Nordmazedonien (5): Marko Kizić, Goce Ojleski, Mihajlo Mladenović, Stojanče Stoilov, Nikola Mitrevski[25]
- Österreich (2): Tobias Wagner[25], Lukas Herburger[40]
- Polen (12): Adam Morawski, Piotr Chrapkowski, Jan Czuwara, Kacper Adamski, Damian Przytuła[41], Rafał Przybylski, Dawid Dawydzik, Patryk Walczak, Maciej Zarzycki[25], Szymon Sicko, Mateusz Kornecki, Melwin Beckman
- Russland (4): Andrei Wereschtschagin, Daniil Schischkarjow, Sergei Mark Kossorotow[25], Walentin Worobjew
- Schweden (8): Max Darj[42], Daniel Pettersson[43], Lucas Pellas, Niclas Ekberg[25], Andreas Palicka, Felix Claar[44], Hampus Wanne, Lukas Sandell
- Serbien (12): Ilija Abutović, Nemanja Zelenović, Nemanja Ilić, Dejan Milosavljev, Milan Milić, Đorđe Đekić, Petar Đorđić, Bogdan Radivojević, Dragan Pešmalbek, Stevan Sretenović, Vladimir Cupara, Vanja Ilić[25]
- Slowenien (2): Urban Lesjak, Aljaž Panjtar[25]
- Spanien (4): Joan Cañellas, Ian Tarrafeta[25], Ferrán Solé, Sergey Hernández
- Ungarn (2): Dominik Máthé, Mátyás Győri[25]
- Schiedsrichter (1): Håvard Kleven (NOR)[45]

Stand 20. Januar hatten insgesamt 105 Spieler aller EM-Teilnehmer einen positiven Corona-Test in der Turniervorbereitung oder während des Turniers.

## Einschaltquoten
Einschaltquoten für die Übertragungen der Spiele der deutschen Handballnationalmannschaft durch Das Erste und das ZDF.
| Spiel | Datum         | Uhrzeit | Sender    | Zuschauer | Zuschauer       | Marktanteil | Marktanteil     | Quelle       |
| Spiel | Datum         | Uhrzeit | Sender    | Gesamt    | 14 bis 49 Jahre | Gesamt      | 14 bis 49 Jahre | Quelle       |
| ----- | ------------- | ------- | --------- | --------- | --------------- | ----------- | --------------- | ------------ |
| VR1   | 14. Jan. 2022 | 18:00   | Das Erste | 3,60 Mio. | 0,68 Mio.       | 15,9 %      | 14,9 %          | [ Quoten 1 ] |
| VR2   | 16. Jan. 2022 | 18:00   | Das Erste | 5,11 Mio. | 1,17 Mio.       | 19,6 %      | 19,6 %          | [ Quoten 2 ] |
| VR3   | 18. Jan. 2022 | 18:00   | ZDF       | 5,04 Mio. | 1,03 Mio.       | 21,3 %      | 20,1 %          | [ Quoten 3 ] |
| HR1   | 20. Jan. 2022 | 18:00   | Das Erste | 4,31 Mio. | 0,82 Mio.       | 19,0 %      | 18,1 %          | [ Quoten 4 ] |
| HR2   | 21. Jan. 2022 | 20:30   | ZDF       | 4,99 Mio. | 1,21 Mio.       | 16,6 %      | 16,8 %          | [ Quoten 5 ] |
| HR3   | 23. Jan. 2022 | 18:00   | Das Erste | 4,93 Mio. | 1,10 Mio.       | 18,9 %      | 18,7 %          | [ Quoten 6 ] |
| HR4   | 25. Jan. 2022 | 18:00   | ZDF       | 3,60 Mio. | 0,64 Mio.       | 15,7 %      | 14,3 %          | [ Quoten 7 ] |